# فهرست سیارک‌ها (۱۰۰۰۰۱–۱۰۱۰۰۱)
فهرست سیارک‌ها (۱۰۰۰۰۱ - ۱۰۱۰۰۱) فهرست سیارک‌ها از ۱۰۰۰۰۱ تا ۱۰۱۰۰۱ است.
| نام    | نام انگلیسی     | تاریخ کشف       |
| ------ | --------------- | --------------- |
| ۱۰۰۰۰۱ | 1982 UC3        | ۲۰ اکتبر ۱۹۸۲   |
| ۱۰۰۰۰۲ | 1983 QC1        | ۳۰ اوت ۱۹۸۳     |
| ۱۰۰۰۰۳ | 1983 RN3        | ۱ سپتامبر ۱۹۸۳  |
| ۱۰۰۰۰۳ | 1983 VA         | ۱ نوامبر ۱۹۸۳   |
| ۱۰۰۰۰۳ | 1986 RY         | ۶ سپتامبر ۱۹۸۶  |
| ۱۰۰۰۰۶ | 1987 DA7        | ۲۸ فوریه ۱۹۸۷   |
| ۱۰۰۰۰۷ | 1988 CP4        | ۱۳ فوریه ۱۹۸۸   |
| ۱۰۰۰۰۷ | 1988 QZ         | ۱۶ اوت ۱۹۸۸     |
| ۱۰۰۰۰۹ | 1988 RQ4        | ۱ سپتامبر ۱۹۸۸  |
| ۱۰۰۰۱۰ | 1988 RN12       | ۱۴ سپتامبر ۱۹۸۸ |
| ۱۰۰۰۱۱ | 1988 VE3        | ۱۱ نوامبر ۱۹۸۸  |
| ۱۰۰۰۱۲ | 1989 BC1        | ۲۵ ژانویه ۱۹۸۹  |
| ۱۰۰۰۱۳ | 1989 CD3        | ۴ فوریه ۱۹۸۹    |
| ۱۰۰۰۱۴ | 1989 SR4        | ۲۶ سپتامبر ۱۹۸۹ |
| ۱۰۰۰۱۵ | 1989 SR7        | ۲۸ سپتامبر ۱۹۸۹ |
| ۱۰۰۰۱۶ | 1989 SD8        | ۲۸ سپتامبر ۱۹۸۹ |
| ۱۰۰۰۱۷ | 1989 TN2        | ۳ اکتبر ۱۹۸۹    |
| ۱۰۰۰۱۸ | 1989 TA5        | ۷ اکتبر ۱۹۸۹    |
| ۱۰۰۰۱۹ | Gregorianik     | ۲۳ اکتبر ۱۹۸۹   |
| ۱۰۰۰۲۰ | 1990 QH4        | ۲۳ اوت ۱۹۹۰     |
| ۱۰۰۰۲۱ | 1990 QV7        | ۱۶ اوت ۱۹۹۰     |
| ۱۰۰۰۲۲ | 1990 SG5        | ۲۲ سپتامبر ۱۹۹۰ |
| ۱۰۰۰۲۳ | 1990 SH5        | ۲۲ سپتامبر ۱۹۹۰ |
| ۱۰۰۰۲۴ | 1990 SW6        | ۲۲ سپتامبر ۱۹۹۰ |
| ۱۰۰۰۲۵ | 1990 SY6        | ۲۲ سپتامبر ۱۹۹۰ |
| ۱۰۰۰۲۶ | 1990 ST9        | ۲۲ سپتامبر ۱۹۹۰ |
| ۱۰۰۰۲۷ | Hannaharendt    | ۱۲ اکتبر ۱۹۹۰   |
| ۱۰۰۰۲۸ | 1990 TZ9        | ۱۰ اکتبر ۱۹۹۰   |
| ۱۰۰۰۲۹ | Varnhagen       | ۱۰ اکتبر ۱۹۹۰   |
| ۱۰۰۰۳۰ | 1990 WN1        | ۱۸ نوامبر ۱۹۹۰  |
| ۱۰۰۰۳۱ | 1991 FM2        | ۲۰ مارس ۱۹۹۱    |
| ۱۰۰۰۳۲ | 1991 GU6        | ۸ آوریل ۱۹۹۱    |
| ۱۰۰۰۳۳ | Taize           | ۹ آوریل ۱۹۹۱    |
| ۱۰۰۰۳۴ | 1991 PN1        | ۲ اوت ۱۹۹۱      |
| ۱۰۰۰۳۵ | 1991 PO8        | ۵ اوت ۱۹۹۱      |
| ۱۰۰۰۳۶ | 1991 PM14       | ۶ اوت ۱۹۹۱      |
| ۱۰۰۰۳۶ | 1991 RM         | ۴ سپتامبر ۱۹۹۱  |
| ۱۰۰۰۳۸ | 1991 RD13       | ۱۳ سپتامبر ۱۹۹۱ |
| ۱۰۰۰۳۹ | 1991 RO16       | ۱۵ سپتامبر ۱۹۹۱ |
| ۱۰۰۰۴۰ | 1991 RQ17       | ۱۱ سپتامبر ۱۹۹۱ |
| ۱۰۰۰۴۱ | 1991 RJ28       | ۸ سپتامبر ۱۹۹۱  |
| ۱۰۰۰۴۲ | 1991 SJ2        | ۱۶ سپتامبر ۱۹۹۱ |
| ۱۰۰۰۴۳ | 1991 SE3        | ۲۹ سپتامبر ۱۹۹۱ |
| ۱۰۰۰۴۳ | 1991 TX         | ۱ اکتبر ۱۹۹۱    |
| ۱۰۰۰۴۵ | 1991 TK1        | ۵ اکتبر ۱۹۹۱    |
| ۱۰۰۰۴۶ | 1991 TT6        | ۲ اکتبر ۱۹۹۱    |
| ۱۰۰۰۴۷ | Leobaeck        | ۲ اکتبر ۱۹۹۱    |
| ۱۰۰۰۴۸ | 1991 TE14       | ۲ اکتبر ۱۹۹۱    |
| ۱۰۰۰۴۹ | Cesarann        | ۶ اکتبر ۱۹۹۱    |
| ۱۰۰۰۵۰ | Carloshernandez | ۶ اکتبر ۱۹۹۱    |
| ۱۰۰۰۵۱ | Davidhernandez  | ۶ اکتبر ۱۹۹۱    |
| ۱۰۰۰۵۲ | 1991 VP5        | ۷ نوامبر ۱۹۹۱   |
| ۱۰۰۰۵۳ | 1992 AR2        | ۲ ژانویه ۱۹۹۲   |
| ۱۰۰۰۵۴ | 1992 BG4        | ۲۹ ژانویه ۱۹۹۲  |
| ۱۰۰۰۵۵ | 1992 BK4        | ۲۹ ژانویه ۱۹۹۲  |
| ۱۰۰۰۵۶ | 1992 DZ3        | ۲۹ فوریه ۱۹۹۲   |
| ۱۰۰۰۵۷ | 1992 DE10       | ۲۹ فوریه ۱۹۹۲   |
| ۱۰۰۰۵۷ | 1992 EH         | ۵ مارس ۱۹۹۲     |
| ۱۰۰۰۵۹ | 1992 EE4        | ۱ مارس ۱۹۹۲     |
| ۱۰۰۰۶۰ | 1992 ET4        | ۱ مارس ۱۹۹۲     |
| ۱۰۰۰۶۱ | 1992 EL5        | ۱ مارس ۱۹۹۲     |
| ۱۰۰۰۶۲ | 1992 EH9        | ۲ مارس ۱۹۹۲     |
| ۱۰۰۰۶۳ | 1992 EY13       | ۲ مارس ۱۹۹۲     |
| ۱۰۰۰۶۴ | 1992 EL20       | ۱ مارس ۱۹۹۲     |
| ۱۰۰۰۶۵ | 1992 ES25       | ۸ مارس ۱۹۹۲     |
| ۱۰۰۰۶۶ | 1992 EV25       | ۸ مارس ۱۹۹۲     |
| ۱۰۰۰۶۷ | 1992 EY26       | ۲ مارس ۱۹۹۲     |
| ۱۰۰۰۶۸ | 1992 EH28       | ۸ مارس ۱۹۹۲     |
| ۱۰۰۰۶۹ | 1992 ED29       | ۲ مارس ۱۹۹۲     |
| ۱۰۰۰۷۰ | 1992 EX29       | ۳ مارس ۱۹۹۲     |
| ۱۰۰۰۷۱ | 1992 ET30       | ۱ مارس ۱۹۹۲     |
| ۱۰۰۰۷۲ | 1992 EY30       | ۱ مارس ۱۹۹۲     |
| ۱۰۰۰۷۳ | 1992 EV31       | ۱ مارس ۱۹۹۲     |
| ۱۰۰۰۷۴ | 1992 OB2        | ۲۶ ژوئیه ۱۹۹۲   |
| ۱۰۰۰۷۵ | 1992 PS1        | ۸ اوت ۱۹۹۲      |
| ۱۰۰۰۷۶ | 1992 PT1        | ۸ اوت ۱۹۹۲      |
| ۱۰۰۰۷۷ | Tertzakian      | ۷ اوت ۱۹۹۲      |
| ۱۰۰۰۷۸ | 1992 RZ2        | ۲ سپتامبر ۱۹۹۲  |
| ۱۰۰۰۷۹ | 1992 RZ4        | ۲ سپتامبر ۱۹۹۲  |
| ۱۰۰۰۸۰ | 1992 RY6        | ۲ سپتامبر ۱۹۹۲  |
| ۱۰۰۰۸۱ | 1992 SU8        | ۲۷ سپتامبر ۱۹۹۲ |
| ۱۰۰۰۸۲ | 1992 SA10       | ۲۷ سپتامبر ۱۹۹۲ |
| ۱۰۰۰۸۳ | 1992 SA13       | ۳۰ سپتامبر ۱۹۹۲ |
| ۱۰۰۰۸۴ | 1992 SY13       | ۲۶ سپتامبر ۱۹۹۲ |
| ۱۰۰۰۸۵ | 1992 UY4        | ۲۵ اکتبر ۱۹۹۲   |
| ۱۰۰۰۸۶ | 1992 UG7        | ۱۸ اکتبر ۱۹۹۲   |
| ۱۰۰۰۸۷ | 1993 BW9        | ۲۲ ژانویه ۱۹۹۳  |
| ۱۰۰۰۸۷ | 1993 DC         | ۱۸ فوریه ۱۹۹۳   |
| ۱۰۰۰۸۹ | 1993 FW2        | ۲۳ مارس ۱۹۹۳    |
| ۱۰۰۰۹۰ | 1993 FX5        | ۱۷ مارس ۱۹۹۳    |
| ۱۰۰۰۹۱ | 1993 FT6        | ۱۷ مارس ۱۹۹۳    |
| ۱۰۰۰۹۲ | 1993 FK8        | ۱۷ مارس ۱۹۹۳    |
| ۱۰۰۰۹۳ | 1993 FL10       | ۱۷ مارس ۱۹۹۳    |
| ۱۰۰۰۹۴ | 1993 FJ13       | ۱۷ مارس ۱۹۹۳    |
| ۱۰۰۰۹۵ | 1993 FN13       | ۱۷ مارس ۱۹۹۳    |
| ۱۰۰۰۹۶ | 1993 FG18       | ۱۷ مارس ۱۹۹۳    |
| ۱۰۰۰۹۷ | 1993 FK19       | ۱۷ مارس ۱۹۹۳    |
| ۱۰۰۰۹۸ | 1993 FZ19       | ۱۷ مارس ۱۹۹۳    |
| ۱۰۰۰۹۹ | 1993 FG21       | ۲۱ مارس ۱۹۹۳    |
| ۱۰۰۱۰۰ | 1993 FB25       | ۲۱ مارس ۱۹۹۳    |
| ۱۰۰۱۰۱ | 1993 FZ28       | ۲۱ مارس ۱۹۹۳    |
| ۱۰۰۱۰۲ | 1993 FU30       | ۱۹ مارس ۱۹۹۳    |
| ۱۰۰۱۰۳ | 1993 FC33       | ۱۹ مارس ۱۹۹۳    |
| ۱۰۰۱۰۴ | 1993 FQ33       | ۱۹ مارس ۱۹۹۳    |
| ۱۰۰۱۰۵ | 1993 FK35       | ۱۹ مارس ۱۹۹۳    |
| ۱۰۰۱۰۶ | 1993 FW35       | ۱۹ مارس ۱۹۹۳    |
| ۱۰۰۱۰۷ | 1993 FH39       | ۱۹ مارس ۱۹۹۳    |
| ۱۰۰۱۰۸ | 1993 FF45       | ۱۹ مارس ۱۹۹۳    |
| ۱۰۰۱۰۹ | 1993 FN46       | ۱۹ مارس ۱۹۹۳    |
| ۱۰۰۱۱۰ | 1993 FV47       | ۱۹ مارس ۱۹۹۳    |
| ۱۰۰۱۱۱ | 1993 FA51       | ۱۹ مارس ۱۹۹۳    |
| ۱۰۰۱۱۲ | 1993 FM57       | ۱۷ مارس ۱۹۹۳    |
| ۱۰۰۱۱۳ | 1993 FW73       | ۲۱ مارس ۱۹۹۳    |
| ۱۰۰۱۱۴ | 1993 FQ82       | ۱۹ مارس ۱۹۹۳    |
| ۱۰۰۱۱۵ | 1993 HA3        | ۱۹ آوریل ۱۹۹۳   |
| ۱۰۰۱۱۶ | 1993 KG1        | ۲۱ مه ۱۹۹۳      |
| ۱۰۰۱۱۷ | 1993 KM1        | ۲۵ مه ۱۹۹۳      |
| ۱۰۰۱۱۸ | 1993 LG1        | ۱۳ ژوئن ۱۹۹۳    |
| ۱۰۰۱۱۸ | 1993 OB         | ۱۶ ژوئیه ۱۹۹۳   |
| ۱۰۰۱۲۰ | 1993 OW4        | ۲۰ ژوئیه ۱۹۹۳   |
| ۱۰۰۱۲۱ | 1993 OP7        | ۲۰ ژوئیه ۱۹۹۳   |
| ۱۰۰۱۲۱ | 1993            | PE۷             |
| ۱۰۰۱۲۳ | 1993 QU5        | ۱۷ اوت ۱۹۹۳     |
| ۱۰۰۱۲۴ | 1993 QD7        | ۲۰ اوت ۱۹۹۳     |
| ۱۰۰۱۲۵ | 1993 QG7        | ۲۰ اوت ۱۹۹۳     |
| ۱۰۰۱۲۶ | 1993 QK7        | ۲۰ اوت ۱۹۹۳     |
| ۱۰۰۱۲۷ | 1993 QA8        | ۲۰ اوت ۱۹۹۳     |
| ۱۰۰۱۲۸ | 1993 QK8        | ۲۰ اوت ۱۹۹۳     |
| ۱۰۰۱۲۹ | 1993 RQ1        | ۱۵ سپتامبر ۱۹۹۳ |
| ۱۰۰۱۳۰ | 1993 RD3        | ۱۲ سپتامبر ۱۹۹۳ |
| ۱۰۰۱۳۱ | 1993 RU5        | ۱۵ سپتامبر ۱۹۹۳ |
| ۱۰۰۱۳۲ | 1993 RR8        | ۱۴ سپتامبر ۱۹۹۳ |
| ۱۰۰۱۳۳ | 1993 RG14       | ۱۵ سپتامبر ۱۹۹۳ |
| ۱۰۰۱۳۴ | 1993 RT14       | ۱۵ سپتامبر ۱۹۹۳ |
| ۱۰۰۱۳۵ | 1993 RR16       | ۱۵ سپتامبر ۱۹۹۳ |
| ۱۰۰۱۳۶ | 1993 SM4        | ۱۹ سپتامبر ۱۹۹۳ |
| ۱۰۰۱۳۷ | 1993 SD7        | ۱۷ سپتامبر ۱۹۹۳ |
| ۱۰۰۱۳۸ | 1993 SN14       | ۱۶ سپتامبر ۱۹۹۳ |
| ۱۰۰۱۳۸ | 1993 TS         | ۱۱ اکتبر ۱۹۹۳   |
| ۱۰۰۱۴۰ | 1993 TP2        | ۹ اکتبر ۱۹۹۳    |
| ۱۰۰۱۴۱ | 1993 TH5        | ۸ اکتبر ۱۹۹۳    |
| ۱۰۰۱۴۲ | 1993 TK6        | ۹ اکتبر ۱۹۹۳    |
| ۱۰۰۱۴۳ | 1993 TD11       | ۱۵ اکتبر ۱۹۹۳   |
| ۱۰۰۱۴۴ | 1993 TM14       | ۹ اکتبر ۱۹۹۳    |
| ۱۰۰۱۴۵ | 1993 TW14       | ۹ اکتبر ۱۹۹۳    |
| ۱۰۰۱۴۶ | 1993 TQ15       | ۹ اکتبر ۱۹۹۳    |
| ۱۰۰۱۴۷ | 1993 TV15       | ۹ اکتبر ۱۹۹۳    |
| ۱۰۰۱۴۸ | 1993 TT16       | ۹ اکتبر ۱۹۹۳    |
| ۱۰۰۱۴۹ | 1993 TM17       | ۹ اکتبر ۱۹۹۳    |
| ۱۰۰۱۵۰ | 1993 TN17       | ۹ اکتبر ۱۹۹۳    |
| ۱۰۰۱۵۱ | 1993 TT17       | ۹ اکتبر ۱۹۹۳    |
| ۱۰۰۱۵۲ | 1993 TN19       | ۹ اکتبر ۱۹۹۳    |
| ۱۰۰۱۵۳ | 1993 TF20       | ۹ اکتبر ۱۹۹۳    |
| ۱۰۰۱۵۴ | 1993 TS23       | ۹ اکتبر ۱۹۹۳    |
| ۱۰۰۱۵۵ | 1993 TG25       | ۹ اکتبر ۱۹۹۳    |
| ۱۰۰۱۵۶ | 1993 TD26       | ۹ اکتبر ۱۹۹۳    |
| ۱۰۰۱۵۷ | 1993 TU26       | ۹ اکتبر ۱۹۹۳    |
| ۱۰۰۱۵۸ | 1993 TF27       | ۹ اکتبر ۱۹۹۳    |
| ۱۰۰۱۵۹ | 1993 TP27       | ۹ اکتبر ۱۹۹۳    |
| ۱۰۰۱۶۰ | 1993 TS27       | ۹ اکتبر ۱۹۹۳    |
| ۱۰۰۱۶۱ | 1993 TV28       | ۹ اکتبر ۱۹۹۳    |
| ۱۰۰۱۶۲ | 1993 TS30       | ۹ اکتبر ۱۹۹۳    |
| ۱۰۰۱۶۳ | 1993 TN32       | ۹ اکتبر ۱۹۹۳    |
| ۱۰۰۱۶۴ | 1993 TV38       | ۹ اکتبر ۱۹۹۳    |
| ۱۰۰۱۶۵ | 1993 TN41       | ۹ اکتبر ۱۹۹۳    |
| ۱۰۰۱۶۶ | 1993 UU1        | ۲۰ اکتبر ۱۹۹۳   |
| ۱۰۰۱۶۷ | 1993 UN2        | ۲۱ اکتبر ۱۹۹۳   |
| ۱۰۰۱۶۸ | 1993 UN4        | ۲۰ اکتبر ۱۹۹۳   |
| ۱۰۰۱۶۹ | 1993 UW4        | ۲۰ اکتبر ۱۹۹۳   |
| ۱۰۰۱۷۰ | 1993 UE8        | ۲۰ اکتبر ۱۹۹۳   |
| ۱۰۰۱۷۱ | 1993 UJ8        | ۲۰ اکتبر ۱۹۹۳   |
| ۱۰۰۱۷۱ | 1993 WL         | ۱۷ نوامبر ۱۹۹۳  |
| ۱۰۰۱۷۱ | 1993 XZ         | ۱۱ دسامبر ۱۹۹۳  |
| ۱۰۰۱۷۴ | 1994 AJ2        | ۱۲ ژانویه ۱۹۹۴  |
| ۱۰۰۱۷۵ | 1994 AX4        | ۵ ژانویه ۱۹۹۴   |
| ۱۰۰۱۷۶ | 1994 AD5        | ۵ ژانویه ۱۹۹۴   |
| ۱۰۰۱۷۷ | 1994 AH5        | ۵ ژانویه ۱۹۹۴   |
| ۱۰۰۱۷۸ | 1994 AW5        | ۶ ژانویه ۱۹۹۴   |
| ۱۰۰۱۷۹ | 1994 AQ6        | ۷ ژانویه ۱۹۹۴   |
| ۱۰۰۱۸۰ | 1994 AR9        | ۸ ژانویه ۱۹۹۴   |
| ۱۰۰۱۸۱ | 1994 AN10       | ۸ ژانویه ۱۹۹۴   |
| ۱۰۰۱۸۲ | 1994 AX10       | ۸ ژانویه ۱۹۹۴   |
| ۱۰۰۱۸۳ | 1994 AA11       | ۸ ژانویه ۱۹۹۴   |
| ۱۰۰۱۸۴ | 1994 AE12       | ۱۱ ژانویه ۱۹۹۴  |
| ۱۰۰۱۸۵ | 1994 AC13       | ۱۱ ژانویه ۱۹۹۴  |
| ۱۰۰۱۸۶ | 1994 BL2        | ۱۹ ژانویه ۱۹۹۴  |
| ۱۰۰۱۸۷ | 1994 BT4        | ۲۹ ژانویه ۱۹۹۴  |
| ۱۰۰۱۸۸ | 1994 CM1        | ۹ فوریه ۱۹۹۴    |
| ۱۰۰۱۸۹ | 1994 CK3        | ۱۰ فوریه ۱۹۹۴   |
| ۱۰۰۱۹۰ | 1994 CE4        | ۱۰ فوریه ۱۹۹۴   |
| ۱۰۰۱۹۱ | 1994 CX5        | ۱۱ فوریه ۱۹۹۴   |
| ۱۰۰۱۹۲ | 1994 CZ5        | ۱۲ فوریه ۱۹۹۴   |
| ۱۰۰۱۹۳ | 1994 CC7        | ۱۵ فوریه ۱۹۹۴   |
| ۱۰۰۱۹۴ | 1994 CK11       | ۷ فوریه ۱۹۹۴    |
| ۱۰۰۱۹۵ | 1994 CR12       | ۷ فوریه ۱۹۹۴    |
| ۱۰۰۱۹۶ | 1994 CL16       | ۸ فوریه ۱۹۹۴    |
| ۱۰۰۱۹۷ | 1994 CQ17       | ۸ فوریه ۱۹۹۴    |
| ۱۰۰۱۹۸ | 1994 EA1        | ۹ مارس ۱۹۹۴     |
| ۱۰۰۱۹۹ | 1994 EF4        | ۴ مارس ۱۹۹۴     |
| ۱۰۰۲۰۰ | 1994 EL4        | ۵ مارس ۱۹۹۴     |
| ۱۰۰۲۰۰ | 1994 FD         | ۱۹ مارس ۱۹۹۴    |
| ۱۰۰۲۰۰ | 1994 GB         | ۲ آوریل ۱۹۹۴    |
| ۱۰۰۲۰۳ | 1994 GF3        | ۶ آوریل ۱۹۹۴    |
| ۱۰۰۲۰۴ | 1994 GT3        | ۶ آوریل ۱۹۹۴    |
| ۱۰۰۲۰۵ | 1994 GB7        | ۱۱ آوریل ۱۹۹۴   |
| ۱۰۰۲۰۵ | 1994 HW         | ۱۶ آوریل ۱۹۹۴   |
| ۱۰۰۲۰۷ | 1994 HB1        | ۱۹ آوریل ۱۹۹۴   |
| ۱۰۰۲۰۸ | 1994 JD2        | ۱ مه ۱۹۹۴       |
| ۱۰۰۲۰۹ | 1994 JG5        | ۴ مه ۱۹۹۴       |
| ۱۰۰۲۱۰ | 1994 LD1        | ۱۵ ژوئن ۱۹۹۴    |
| ۱۰۰۲۱۱ | 1994 PF1        | ۷ اوت ۱۹۹۴      |
| ۱۰۰۲۱۲ | 1994 PV3        | ۱۰ اوت ۱۹۹۴     |
| ۱۰۰۲۱۳ | 1994 PD4        | ۱۰ اوت ۱۹۹۴     |
| ۱۰۰۲۱۴ | 1994 PJ4        | ۱۰ اوت ۱۹۹۴     |
| ۱۰۰۲۱۵ | 1994 PV5        | ۱۰ اوت ۱۹۹۴     |
| ۱۰۰۲۱۶ | 1994 PQ6        | ۱۰ اوت ۱۹۹۴     |
| ۱۰۰۲۱۷ | 1994 PL7        | ۱۰ اوت ۱۹۹۴     |
| ۱۰۰۲۱۸ | 1994 PV7        | ۱۰ اوت ۱۹۹۴     |
| ۱۰۰۲۱۹ | 1994 PG8        | ۱۰ اوت ۱۹۹۴     |
| ۱۰۰۲۲۰ | 1994 PT10       | ۱۰ اوت ۱۹۹۴     |
| ۱۰۰۲۲۱ | 1994 PP12       | ۱۰ اوت ۱۹۹۴     |
| ۱۰۰۲۲۲ | 1994 PU12       | ۱۰ اوت ۱۹۹۴     |
| ۱۰۰۲۲۳ | 1994 PZ12       | ۱۰ اوت ۱۹۹۴     |
| ۱۰۰۲۲۴ | 1994 PO13       | ۱۰ اوت ۱۹۹۴     |
| ۱۰۰۲۲۵ | 1994 PS13       | ۱۰ اوت ۱۹۹۴     |
| ۱۰۰۲۲۶ | 1994 PJ16       | ۱۰ اوت ۱۹۹۴     |
| ۱۰۰۲۲۷ | 1994 PR16       | ۱۰ اوت ۱۹۹۴     |
| ۱۰۰۲۲۸ | 1994 PH17       | ۱۰ اوت ۱۹۹۴     |
| ۱۰۰۲۲۹ | 1994 PB18       | ۱۰ اوت ۱۹۹۴     |
| ۱۰۰۲۳۰ | 1994 PN18       | ۱۲ اوت ۱۹۹۴     |
| ۱۰۰۲۳۱ | 1994 PB20       | ۱۲ اوت ۱۹۹۴     |
| ۱۰۰۲۳۲ | 1994 PU23       | ۱۲ اوت ۱۹۹۴     |
| ۱۰۰۲۳۳ | 1994 PL24       | ۱۲ اوت ۱۹۹۴     |
| ۱۰۰۲۳۴ | 1994 PS24       | ۱۲ اوت ۱۹۹۴     |
| ۱۰۰۲۳۵ | 1994 PX24       | ۱۲ اوت ۱۹۹۴     |
| ۱۰۰۲۳۶ | 1994 PS27       | ۱۲ اوت ۱۹۹۴     |
| ۱۰۰۲۳۷ | 1994 PG31       | ۱۲ اوت ۱۹۹۴     |
| ۱۰۰۲۳۸ | 1994 PY31       | ۱۲ اوت ۱۹۹۴     |
| ۱۰۰۲۳۹ | 1994 PE32       | ۱۲ اوت ۱۹۹۴     |
| ۱۰۰۲۴۰ | 1994 PV33       | ۱۰ اوت ۱۹۹۴     |
| ۱۰۰۲۴۱ | 1994 PK35       | ۱۰ اوت ۱۹۹۴     |
| ۱۰۰۲۴۲ | 1994 PS35       | ۱۰ اوت ۱۹۹۴     |
| ۱۰۰۲۴۳ | 1994 PO37       | ۱۰ اوت ۱۹۹۴     |
| ۱۰۰۲۴۳ | 1994 QB         | ۱۶ اوت ۱۹۹۴     |
| ۱۰۰۲۴۵ | 1994 RT2        | ۲ سپتامبر ۱۹۹۴  |
| ۱۰۰۲۴۶ | 1994 RD3        | ۲ سپتامبر ۱۹۹۴  |
| ۱۰۰۲۴۷ | 1994 RA7        | ۱۲ سپتامبر ۱۹۹۴ |
| ۱۰۰۲۴۸ | 1994 RB13       | ۳ سپتامبر ۱۹۹۴  |
| ۱۰۰۲۴۹ | 1994 RW13       | ۱۲ سپتامبر ۱۹۹۴ |
| ۱۰۰۲۵۰ | 1994 RN15       | ۳ سپتامبر ۱۹۹۴  |
| ۱۰۰۲۵۱ | 1994 RC17       | ۳ سپتامبر ۱۹۹۴  |
| ۱۰۰۲۵۲ | 1994 RY25       | ۵ سپتامبر ۱۹۹۴  |
| ۱۰۰۲۵۳ | 1994 SB2        | ۲۷ سپتامبر ۱۹۹۴ |
| ۱۰۰۲۵۴ | 1994 SG4        | ۲۸ سپتامبر ۱۹۹۴ |
| ۱۰۰۲۵۵ | 1994 SJ5        | ۲۸ سپتامبر ۱۹۹۴ |
| ۱۰۰۲۵۶ | 1994 SU5        | ۲۸ سپتامبر ۱۹۹۴ |
| ۱۰۰۲۵۷ | 1994 SF9        | ۲۸ سپتامبر ۱۹۹۴ |
| ۱۰۰۲۵۸ | 1994 SW10       | ۲۹ سپتامبر ۱۹۹۴ |
| ۱۰۰۲۵۹ | 1994 TX4        | ۲ اکتبر ۱۹۹۴    |
| ۱۰۰۲۶۰ | 1994 TF5        | ۲ اکتبر ۱۹۹۴    |
| ۱۰۰۲۶۱ | 1994 TR6        | ۴ اکتبر ۱۹۹۴    |
| ۱۰۰۲۶۲ | 1994 TV10       | ۹ اکتبر ۱۹۹۴    |
| ۱۰۰۲۶۳ | 1994 TL11       | ۱۰ اکتبر ۱۹۹۴   |
| ۱۰۰۲۶۴ | 1994 TS11       | ۱۰ اکتبر ۱۹۹۴   |
| ۱۰۰۲۶۵ | 1994 TH14       | ۱۲ اکتبر ۱۹۹۴   |
| ۱۰۰۲۶۶ | Sadamisaki      | ۱۴ اکتبر ۱۹۹۴   |
| ۱۰۰۲۶۷ | JAXA            | ۱۴ اکتبر ۱۹۹۴   |
| ۱۰۰۲۶۸ | Rosenthal       | ۵ اکتبر ۱۹۹۴    |
| ۱۰۰۲۶۹ | 1994 UM6        | ۲۸ اکتبر ۱۹۹۴   |
| ۱۰۰۲۶۹ | 1994 VQ         | ۱ نوامبر ۱۹۹۴   |
| ۱۰۰۲۷۱ | 1994 VP1        | ۳ نوامبر ۱۹۹۴   |
| ۱۰۰۲۷۲ | 1994 VX6        | ۱ نوامبر ۱۹۹۴   |
| ۱۰۰۲۷۳ | 1994 WO1        | ۲۷ نوامبر ۱۹۹۴  |
| ۱۰۰۲۷۴ | 1994 WU5        | ۲۸ نوامبر ۱۹۹۴  |
| ۱۰۰۲۷۵ | 1994 WW12       | ۲۸ نوامبر ۱۹۹۴  |
| ۱۰۰۲۷۵ | 1994 XV         | ۶ دسامبر ۱۹۹۴   |
| ۱۰۰۲۷۷ | 1994 XB5        | ۲ دسامبر ۱۹۹۴   |
| ۱۰۰۲۷۷ | 1994 YN         | ۲۸ دسامبر ۱۹۹۴  |
| ۱۰۰۲۷۹ | 1994 YL4        | ۳۱ دسامبر ۱۹۹۴  |
| ۱۰۰۲۸۰ | 1995 BQ1        | ۲۶ ژانویه ۱۹۹۵  |
| ۱۰۰۲۸۱ | 1995 BX7        | ۲۹ ژانویه ۱۹۹۵  |
| ۱۰۰۲۸۲ | 1995 BZ7        | ۲۹ ژانویه ۱۹۹۵  |
| ۱۰۰۲۸۳ | 1995 BU8        | ۲۹ ژانویه ۱۹۹۵  |
| ۱۰۰۲۸۴ | 1995 BC14       | ۳۱ ژانویه ۱۹۹۵  |
| ۱۰۰۲۸۵ | 1995 CG3        | ۱ فوریه ۱۹۹۵    |
| ۱۰۰۲۸۶ | 1995 CY4        | ۱ فوریه ۱۹۹۵    |
| ۱۰۰۲۸۷ | 1995 CK5        | ۱ فوریه ۱۹۹۵    |
| ۱۰۰۲۸۸ | 1995 CZ5        | ۱ فوریه ۱۹۹۵    |
| ۱۰۰۲۸۹ | 1995 CD6        | ۱ فوریه ۱۹۹۵    |
| ۱۰۰۲۹۰ | 1995 CL6        | ۱ فوریه ۱۹۹۵    |
| ۱۰۰۲۹۱ | 1995 CM8        | ۳ فوریه ۱۹۹۵    |
| ۱۰۰۲۹۲ | 1995 DP2        | ۲۸ فوریه ۱۹۹۵   |
| ۱۰۰۲۹۳ | 1995 DY7        | ۲۴ فوریه ۱۹۹۵   |
| ۱۰۰۲۹۴ | 1995 DM9        | ۲۴ فوریه ۱۹۹۵   |
| ۱۰۰۲۹۵ | 1995 EC5        | ۲ مارس ۱۹۹۵     |
| ۱۰۰۲۹۵ | 1995 FB         | ۲۱ مارس ۱۹۹۵    |
| ۱۰۰۲۹۷ | 1995 FU2        | ۲۳ مارس ۱۹۹۵    |
| ۱۰۰۲۹۸ | 1995 FY6        | ۲۳ مارس ۱۹۹۵    |
| ۱۰۰۲۹۹ | 1995 FR7        | ۲۵ مارس ۱۹۹۵    |
| ۱۰۰۳۰۰ | 1995 FS7        | ۲۵ مارس ۱۹۹۵    |
| ۱۰۰۳۰۱ | 1995 FH12       | ۲۷ مارس ۱۹۹۵    |
| ۱۰۰۳۰۲ | 1995 FQ14       | ۲۷ مارس ۱۹۹۵    |
| ۱۰۰۳۰۳ | 1995 FD15       | ۲۷ مارس ۱۹۹۵    |
| ۱۰۰۳۰۴ | 1995 FJ20       | ۳۱ مارس ۱۹۹۵    |
| ۱۰۰۳۰۵ | 1995 GN1        | ۱ آوریل ۱۹۹۵    |
| ۱۰۰۳۰۶ | 1995 GH2        | ۲ آوریل ۱۹۹۵    |
| ۱۰۰۳۰۷ | 1995 GJ8        | ۸ آوریل ۱۹۹۵    |
| ۱۰۰۳۰۷ | 1995 HB         | ۲۱ آوریل ۱۹۹۵   |
| ۱۰۰۳۰۹ | Misuzukaneko    | ۲۰ آوریل ۱۹۹۵   |
| ۱۰۰۳۱۰ | 1995 HK3        | ۲۶ آوریل ۱۹۹۵   |
| ۱۰۰۳۱۱ | 1995 HZ3        | ۲۶ آوریل ۱۹۹۵   |
| ۱۰۰۳۱۱ | 1995 LQ         | ۳ ژوئن ۱۹۹۵     |
| ۱۰۰۳۱۳ | 1995 LD1        | ۵ ژوئن ۱۹۹۵     |
| ۱۰۰۳۱۴ | 1995 MK1        | ۲۲ ژوئن ۱۹۹۵    |
| ۱۰۰۳۱۵ | 1995 MZ1        | ۲۳ ژوئن ۱۹۹۵    |
| ۱۰۰۳۱۶ | 1995 MM2        | ۲۴ ژوئن ۱۹۹۵    |
| ۱۰۰۳۱۷ | 1995 MJ3        | ۲۵ ژوئن ۱۹۹۵    |
| ۱۰۰۳۱۸ | 1995 MN4        | ۲۹ ژوئن ۱۹۹۵    |
| ۱۰۰۳۱۹ | 1995 MY4        | ۲۲ ژوئن ۱۹۹۵    |
| ۱۰۰۳۲۰ | 1995 MF5        | ۲۲ ژوئن ۱۹۹۵    |
| ۱۰۰۳۲۱ | 1995 MG8        | ۲۹ ژوئن ۱۹۹۵    |
| ۱۰۰۳۲۲ | 1995 MJ8        | ۲۹ ژوئن ۱۹۹۵    |
| ۱۰۰۳۲۳ | 1995 OY1        | ۲۲ ژوئیه ۱۹۹۵   |
| ۱۰۰۳۲۴ | 1995 OH3        | ۲۲ ژوئیه ۱۹۹۵   |
| ۱۰۰۳۲۵ | 1995 OC4        | ۲۲ ژوئیه ۱۹۹۵   |
| ۱۰۰۳۲۶ | 1995 OR4        | ۲۲ ژوئیه ۱۹۹۵   |
| ۱۰۰۳۲۶ | 1995 QX         | ۲۲ اوت ۱۹۹۵     |
| ۱۰۰۳۲۸ | 1995 QF4        | ۱۷ اوت ۱۹۹۵     |
| ۱۰۰۳۲۹ | 1995 QW8        | ۲۸ اوت ۱۹۹۵     |
| ۱۰۰۳۳۰ | 1995 QY8        | ۲۸ اوت ۱۹۹۵     |
| ۱۰۰۳۳۱ | 1995 QV9        | ۲۳ اوت ۱۹۹۵     |
| ۱۰۰۳۳۲ | 1995 QW11       | ۲۰ اوت ۱۹۹۵     |
| ۱۰۰۳۳۳ | 1995 SN5        | ۲۲ سپتامبر ۱۹۹۵ |
| ۱۰۰۳۳۴ | 1995 SZ10       | ۱۷ سپتامبر ۱۹۹۵ |
| ۱۰۰۳۳۵ | 1995 SC12       | ۱۸ سپتامبر ۱۹۹۵ |
| ۱۰۰۳۳۶ | 1995 SQ18       | ۱۸ سپتامبر ۱۹۹۵ |
| ۱۰۰۳۳۷ | 1995 SY36       | ۲۴ سپتامبر ۱۹۹۵ |
| ۱۰۰۳۳۸ | 1995 ST39       | ۲۵ سپتامبر ۱۹۹۵ |
| ۱۰۰۳۳۹ | 1995 SP40       | ۲۵ سپتامبر ۱۹۹۵ |
| ۱۰۰۳۴۰ | 1995 SQ41       | ۲۵ سپتامبر ۱۹۹۵ |
| ۱۰۰۳۴۱ | 1995 ST44       | ۲۵ سپتامبر ۱۹۹۵ |
| ۱۰۰۳۴۲ | 1995 SH51       | ۲۶ سپتامبر ۱۹۹۵ |
| ۱۰۰۳۴۳ | 1995 SJ51       | ۲۶ سپتامبر ۱۹۹۵ |
| ۱۰۰۳۴۴ | 1995 SY51       | ۲۶ سپتامبر ۱۹۹۵ |
| ۱۰۰۳۴۵ | 1995 ST61       | ۲۵ سپتامبر ۱۹۹۵ |
| ۱۰۰۳۴۶ | 1995 SA68       | ۱۸ سپتامبر ۱۹۹۵ |
| ۱۰۰۳۴۷ | 1995 SE69       | ۱۸ سپتامبر ۱۹۹۵ |
| ۱۰۰۳۴۸ | 1995 SJ72       | ۲۰ سپتامبر ۱۹۹۵ |
| ۱۰۰۳۴۹ | 1995 SM78       | ۳۰ سپتامبر ۱۹۹۵ |
| ۱۰۰۳۵۰ | 1995 SP82       | ۲۴ سپتامبر ۱۹۹۵ |
| ۱۰۰۳۵۱ | 1995 SU88       | ۲۹ سپتامبر ۱۹۹۵ |
| ۱۰۰۳۵۲ | 1995 TD1        | ۱۴ اکتبر ۱۹۹۵   |
| ۱۰۰۳۵۳ | 1995 TC2        | ۱۴ اکتبر ۱۹۹۵   |
| ۱۰۰۳۵۴ | 1995 TR4        | ۱۵ اکتبر ۱۹۹۵   |
| ۱۰۰۳۵۵ | 1995 TO6        | ۱۵ اکتبر ۱۹۹۵   |
| ۱۰۰۳۵۶ | 1995 TC7        | ۱۵ اکتبر ۱۹۹۵   |
| ۱۰۰۳۵۷ | 1995 TF11       | ۱۵ اکتبر ۱۹۹۵   |
| ۱۰۰۳۵۸ | 1995 UK2        | ۲۴ اکتبر ۱۹۹۵   |
| ۱۰۰۳۵۹ | 1995 UK8        | ۲۷ اکتبر ۱۹۹۵   |
| ۱۰۰۳۶۰ | 1995 UE12       | ۱۷ اکتبر ۱۹۹۵   |
| ۱۰۰۳۶۱ | 1995 UC14       | ۱۷ اکتبر ۱۹۹۵   |
| ۱۰۰۳۶۲ | 1995 UJ14       | ۱۷ اکتبر ۱۹۹۵   |
| ۱۰۰۳۶۳ | 1995 US14       | ۱۷ اکتبر ۱۹۹۵   |
| ۱۰۰۳۶۴ | 1995 UF22       | ۱۹ اکتبر ۱۹۹۵   |
| ۱۰۰۳۶۵ | 1995 UE32       | ۲۱ اکتبر ۱۹۹۵   |
| ۱۰۰۳۶۶ | 1995 UZ39       | ۲۳ اکتبر ۱۹۹۵   |
| ۱۰۰۳۶۷ | 1995 UY40       | ۲۳ اکتبر ۱۹۹۵   |
| ۱۰۰۳۶۸ | 1995 UG41       | ۲۳ اکتبر ۱۹۹۵   |
| ۱۰۰۳۶۹ | 1995 UX45       | ۲۰ اکتبر ۱۹۹۵   |
| ۱۰۰۳۷۰ | 1995 UJ51       | ۲۰ اکتبر ۱۹۹۵   |
| ۱۰۰۳۷۱ | 1995 UO52       | ۲۲ اکتبر ۱۹۹۵   |
| ۱۰۰۳۷۲ | 1995 UR54       | ۱۷ اکتبر ۱۹۹۵   |
| ۱۰۰۳۷۳ | 1995 UV69       | ۱۹ اکتبر ۱۹۹۵   |
| ۱۰۰۳۷۴ | 1995 UX69       | ۱۹ اکتبر ۱۹۹۵   |
| ۱۰۰۳۷۵ | 1995 UY72       | ۲۰ اکتبر ۱۹۹۵   |
| ۱۰۰۳۷۶ | 1995 UT73       | ۲۰ اکتبر ۱۹۹۵   |
| ۱۰۰۳۷۶ | 1995 VH         | ۱ نوامبر ۱۹۹۵   |
| ۱۰۰۳۷۸ | 1995 VD6        | ۱۴ نوامبر ۱۹۹۵  |
| ۱۰۰۳۷۹ | 1995 VZ6        | ۱۴ نوامبر ۱۹۹۵  |
| ۱۰۰۳۸۰ | 1995 VS10       | ۱۵ نوامبر ۱۹۹۵  |
| ۱۰۰۳۸۱ | 1995 VB13       | ۱۵ نوامبر ۱۹۹۵  |
| ۱۰۰۳۸۲ | 1995 VF13       | ۱۵ نوامبر ۱۹۹۵  |
| ۱۰۰۳۸۳ | 1995 VD15       | ۱۵ نوامبر ۱۹۹۵  |
| ۱۰۰۳۸۴ | 1995 VH15       | ۱۵ نوامبر ۱۹۹۵  |
| ۱۰۰۳۸۵ | 1995 VP15       | ۱۵ نوامبر ۱۹۹۵  |
| ۱۰۰۳۸۶ | 1995 WZ2        | ۲۰ نوامبر ۱۹۹۵  |
| ۱۰۰۳۸۷ | 1995 WJ4        | ۲۰ نوامبر ۱۹۹۵  |
| ۱۰۰۳۸۸ | 1995 WW7        | ۲۸ نوامبر ۱۹۹۵  |
| ۱۰۰۳۸۹ | 1995 WU8        | ۲۴ نوامبر ۱۹۹۵  |
| ۱۰۰۳۹۰ | 1995 WK13       | ۱۶ نوامبر ۱۹۹۵  |
| ۱۰۰۳۹۱ | 1995 WO17       | ۱۷ نوامبر ۱۹۹۵  |
| ۱۰۰۳۹۲ | 1995 WR17       | ۱۷ نوامبر ۱۹۹۵  |
| ۱۰۰۳۹۳ | 1995 WZ30       | ۱۹ نوامبر ۱۹۹۵  |
| ۱۰۰۳۹۴ | 1995 WX32       | ۲۰ نوامبر ۱۹۹۵  |
| ۱۰۰۳۹۵ | 1995 WG38       | ۲۳ نوامبر ۱۹۹۵  |
| ۱۰۰۳۹۶ | 1995 YH5        | ۱۶ دسامبر ۱۹۹۵  |
| ۱۰۰۳۹۷ | 1995 YK5        | ۱۶ دسامبر ۱۹۹۵  |
| ۱۰۰۳۹۸ | 1995 YA7        | ۱۶ دسامبر ۱۹۹۵  |
| ۱۰۰۳۹۹ | 1995 YM7        | ۱۶ دسامبر ۱۹۹۵  |
| ۱۰۰۴۰۰ | 1995 YX7        | ۱۸ دسامبر ۱۹۹۵  |
| ۱۰۰۴۰۱ | 1995 YS17       | ۲۲ دسامبر ۱۹۹۵  |
| ۱۰۰۴۰۲ | 1995 YP20       | ۲۵ دسامبر ۱۹۹۵  |
| ۱۰۰۴۰۲ | 1996 AD         | ۱ ژانویه ۱۹۹۶   |
| ۱۰۰۴۰۴ | 1996 AC1        | ۱۲ ژانویه ۱۹۹۶  |
| ۱۰۰۴۰۵ | 1996 AG5        | ۱۲ ژانویه ۱۹۹۶  |
| ۱۰۰۴۰۶ | 1996 AU5        | ۱۲ ژانویه ۱۹۹۶  |
| ۱۰۰۴۰۷ | 1996 AH6        | ۱۲ ژانویه ۱۹۹۶  |
| ۱۰۰۴۰۸ | 1996 AV6        | ۱۲ ژانویه ۱۹۹۶  |
| ۱۰۰۴۰۹ | 1996 AX8        | ۱۳ ژانویه ۱۹۹۶  |
| ۱۰۰۴۱۰ | 1996 AZ10       | ۱۳ ژانویه ۱۹۹۶  |
| ۱۰۰۴۱۱ | 1996 AF11       | ۱۳ ژانویه ۱۹۹۶  |
| ۱۰۰۴۱۲ | 1996 AT11       | ۱۴ ژانویه ۱۹۹۶  |
| ۱۰۰۴۱۳ | 1996 AF18       | ۱۳ ژانویه ۱۹۹۶  |
| ۱۰۰۴۱۴ | 1996 AJ18       | ۱۳ ژانویه ۱۹۹۶  |
| ۱۰۰۴۱۵ | 1996 BO14       | ۱۶ ژانویه ۱۹۹۶  |
| ۱۰۰۴۱۶ | Syang           | ۲ فوریه ۱۹۹۶    |
| ۱۰۰۴۱۷ | Philipglass     | ۷ مارس ۱۹۹۶     |
| ۱۰۰۴۱۸ | 1996 EF9        | ۱۲ مارس ۱۹۹۶    |
| ۱۰۰۴۱۹ | 1996 EP10       | ۱۲ مارس ۱۹۹۶    |
| ۱۰۰۴۲۰ | 1996 EA11       | ۱۲ مارس ۱۹۹۶    |
| ۱۰۰۴۲۱ | 1996 FF4        | ۲۳ مارس ۱۹۹۶    |
| ۱۰۰۴۲۲ | 1996 GP7        | ۱۲ آوریل ۱۹۹۶   |
| ۱۰۰۴۲۳ | 1996 GG14       | ۱۲ آوریل ۱۹۹۶   |
| ۱۰۰۴۲۴ | 1996 GS18       | ۱۵ آوریل ۱۹۹۶   |
| ۱۰۰۴۲۴ | 1996 HM         | ۱۷ آوریل ۱۹۹۶   |
| ۱۰۰۴۲۶ | 1996 HB7        | ۱۸ آوریل ۱۹۹۶   |
| ۱۰۰۴۲۷ | 1996 HQ10       | ۱۷ آوریل ۱۹۹۶   |
| ۱۰۰۴۲۸ | 1996 HT11       | ۱۷ آوریل ۱۹۹۶   |
| ۱۰۰۴۲۹ | 1996 HB15       | ۱۷ آوریل ۱۹۹۶   |
| ۱۰۰۴۳۰ | 1996 HK18       | ۱۸ آوریل ۱۹۹۶   |
| ۱۰۰۴۳۱ | 1996 HU20       | ۱۸ آوریل ۱۹۹۶   |
| ۱۰۰۴۳۲ | 1996 HX23       | ۲۰ آوریل ۱۹۹۶   |
| ۱۰۰۴۳۳ | 1996 KU1        | ۲۴ مه ۱۹۹۶      |
| ۱۰۰۴۳۴ | Jinyilian       | ۶ ژوئن ۱۹۹۶     |
| ۱۰۰۴۳۵ | 1996 LK2        | ۸ ژوئن ۱۹۹۶     |
| ۱۰۰۴۳۶ | 1996 NN1        | ۱۵ ژوئیه ۱۹۹۶   |
| ۱۰۰۴۳۶ | 1996 OY         | ۲۲ ژوئیه ۱۹۹۶   |
| ۱۰۰۴۳۸ | 1996 PC3        | ۱۴ اوت ۱۹۹۶     |
| ۱۰۰۴۳۹ | 1996 PU5        | ۱۰ اوت ۱۹۹۶     |
| ۱۰۰۴۴۰ | 1996 PJ6        | ۱۴ اوت ۱۹۹۶     |
| ۱۰۰۴۴۱ | 1996 PZ7        | ۸ اوت ۱۹۹۶      |
| ۱۰۰۴۴۱ | 1996 QV         | ۲۰ اوت ۱۹۹۶     |
| ۱۰۰۴۴۱ | 1996 RS         | ۹ سپتامبر ۱۹۹۶  |
| ۱۰۰۴۴۴ | 1996 RK1        | ۹ سپتامبر ۱۹۹۶  |
| ۱۰۰۴۴۵ | 1996 RA4        | ۱۲ سپتامبر ۱۹۹۶ |
| ۱۰۰۴۴۶ | 1996 RC4        | ۱۵ سپتامبر ۱۹۹۶ |
| ۱۰۰۴۴۷ | 1996 RB5        | ۱۴ سپتامبر ۱۹۹۶ |
| ۱۰۰۴۴۸ | 1996 RE5        | ۱۳ سپتامبر ۱۹۹۶ |
| ۱۰۰۴۴۹ | 1996 RJ9        | ۷ سپتامبر ۱۹۹۶  |
| ۱۰۰۴۵۰ | 1996 RN11       | ۸ سپتامبر ۱۹۹۶  |
| ۱۰۰۴۵۱ | 1996 RR15       | ۱۳ سپتامبر ۱۹۹۶ |
| ۱۰۰۴۵۲ | 1996 RY27       | ۱۰ سپتامبر ۱۹۹۶ |
| ۱۰۰۴۵۳ | 1996 SA4        | ۱۸ سپتامبر ۱۹۹۶ |
| ۱۰۰۴۵۴ | 1996 SA6        | ۱۸ سپتامبر ۱۹۹۶ |
| ۱۰۰۴۵۵ | 1996 SB6        | ۱۸ سپتامبر ۱۹۹۶ |
| ۱۰۰۴۵۵ | 1996 TH         | ۲ اکتبر ۱۹۹۶    |
| ۱۰۰۴۵۷ | 1996 TJ3        | ۷ اکتبر ۱۹۹۶    |
| ۱۰۰۴۵۸ | 1996 TP3        | ۴ اکتبر ۱۹۹۶    |
| ۱۰۰۴۵۹ | 1996 TB5        | ۶ اکتبر ۱۹۹۶    |
| ۱۰۰۴۶۰ | 1996 TN7        | ۸ اکتبر ۱۹۹۶    |
| ۱۰۰۴۶۱ | 1996 TP7        | ۹ اکتبر ۱۹۹۶    |
| ۱۰۰۴۶۲ | 1996 TV9        | ۱۵ اکتبر ۱۹۹۶   |
| ۱۰۰۴۶۳ | 1996 TU14       | ۹ اکتبر ۱۹۹۶    |
| ۱۰۰۴۶۴ | 1996 TE15       | ۳ اکتبر ۱۹۹۶    |
| ۱۰۰۴۶۵ | 1996 TM16       | ۴ اکتبر ۱۹۹۶    |
| ۱۰۰۴۶۶ | 1996 TD18       | ۴ اکتبر ۱۹۹۶    |
| ۱۰۰۴۶۷ | 1996 TD19       | ۴ اکتبر ۱۹۹۶    |
| ۱۰۰۴۶۸ | 1996 TO23       | ۶ اکتبر ۱۹۹۶    |
| ۱۰۰۴۶۹ | 1996 TO28       | ۷ اکتبر ۱۹۹۶    |
| ۱۰۰۴۷۰ | 1996 TY28       | ۷ اکتبر ۱۹۹۶    |
| ۱۰۰۴۷۱ | 1996 TK29       | ۷ اکتبر ۱۹۹۶    |
| ۱۰۰۴۷۲ | 1996 TA34       | ۱۰ اکتبر ۱۹۹۶   |
| ۱۰۰۴۷۳ | 1996 TO34       | ۱۰ اکتبر ۱۹۹۶   |
| ۱۰۰۴۷۴ | 1996 TB35       | ۱۱ اکتبر ۱۹۹۶   |
| ۱۰۰۴۷۵ | 1996 TZ36       | ۱۲ اکتبر ۱۹۹۶   |
| ۱۰۰۴۷۶ | 1996 TK37       | ۱۲ اکتبر ۱۹۹۶   |
| ۱۰۰۴۷۷ | 1996 TM39       | ۸ اکتبر ۱۹۹۶    |
| ۱۰۰۴۷۸ | 1996 TW59       | ۳ اکتبر ۱۹۹۶    |
| ۱۰۰۴۷۹ | 1996 TT60       | ۳ اکتبر ۱۹۹۶    |
| ۱۰۰۴۷۹ | 1996 UK         | ۱۶ اکتبر ۱۹۹۶   |
| ۱۰۰۴۸۱ | 1996 UJ1        | ۲۰ اکتبر ۱۹۹۶   |
| ۱۰۰۴۸۲ | 1996 UT2        | ۱۸ اکتبر ۱۹۹۶   |
| ۱۰۰۴۸۳ | NAOJ            | ۳۰ اکتبر ۱۹۹۶   |
| ۱۰۰۴۸۴ | 1996 UL4        | ۲۹ اکتبر ۱۹۹۶   |
| ۱۰۰۴۸۵ | Russelldavies   | ۳ نوامبر ۱۹۹۶   |
| ۱۰۰۴۸۶ | 1996 VH1        | ۷ نوامبر ۱۹۹۶   |
| ۱۰۰۴۸۷ | 1996 VO2        | ۱۰ نوامبر ۱۹۹۶  |
| ۱۰۰۴۸۸ | 1996 VS11       | ۴ نوامبر ۱۹۹۶   |
| ۱۰۰۴۸۹ | 1996 VW13       | ۵ نوامبر ۱۹۹۶   |
| ۱۰۰۴۹۰ | 1996 VB14       | ۵ نوامبر ۱۹۹۶   |
| ۱۰۰۴۹۱ | 1996 VE31       | ۳ نوامبر ۱۹۹۶   |
| ۱۰۰۴۹۲ | 1996 VC34       | ۷ نوامبر ۱۹۹۶   |
| ۱۰۰۴۹۳ | 1996 VK37       | ۱۱ نوامبر ۱۹۹۶  |
| ۱۰۰۴۹۴ | 1996 VF39       | ۹ نوامبر ۱۹۹۶   |
| ۱۰۰۴۹۴ | 1996 WH         | ۱۷ نوامبر ۱۹۹۶  |
| ۱۰۰۴۹۴ | 1996 WJ         | ۱۷ نوامبر ۱۹۹۶  |
| ۱۰۰۴۹۴ | 1996 XB         | ۱ دسامبر ۱۹۹۶   |
| ۱۰۰۴۹۴ | 1996 XK         | ۱ دسامبر ۱۹۹۶   |
| ۱۰۰۴۹۴ | 1996 XP         | ۱ دسامبر ۱۹۹۶   |
| ۱۰۰۵۰۰ | 1996 XZ16       | ۴ دسامبر ۱۹۹۶   |
| ۱۰۰۵۰۱ | 1996 XA19       | ۸ دسامبر ۱۹۹۶   |
| ۱۰۰۵۰۲ | 1996 XZ22       | ۱۲ دسامبر ۱۹۹۶  |
| ۱۰۰۵۰۳ | 1996 XD25       | ۹ دسامبر ۱۹۹۶   |
| ۱۰۰۵۰۴ | 1997 AU8        | ۲ ژانویه ۱۹۹۷   |
| ۱۰۰۵۰۵ | 1997 AA9        | ۲ ژانویه ۱۹۹۷   |
| ۱۰۰۵۰۶ | 1997 AG9        | ۲ ژانویه ۱۹۹۷   |
| ۱۰۰۵۰۷ | 1997 AG12       | ۱۰ ژانویه ۱۹۹۷  |
| ۱۰۰۵۰۸ | 1997 AY14       | ۱۳ ژانویه ۱۹۹۷  |
| ۱۰۰۵۰۹ | 1997 AH15       | ۱۱ ژانویه ۱۹۹۷  |
| ۱۰۰۵۱۰ | 1997 AO18       | ۱۵ ژانویه ۱۹۹۷  |
| ۱۰۰۵۱۱ | 1997 AY18       | ۱۰ ژانویه ۱۹۹۷  |
| ۱۰۰۵۱۲ | 1997 AN20       | ۱۱ ژانویه ۱۹۹۷  |
| ۱۰۰۵۱۳ | 1997 AL21       | ۱۰ ژانویه ۱۹۹۷  |
| ۱۰۰۵۱۴ | 1997 AB24       | ۱۵ ژانویه ۱۹۹۷  |
| ۱۰۰۵۱۵ | 1997 AM24       | ۱۵ ژانویه ۱۹۹۷  |
| ۱۰۰۵۱۵ | 1997 BA         | ۱۶ ژانویه ۱۹۹۷  |
| ۱۰۰۵۱۵ | 1997 BD         | ۱۶ ژانویه ۱۹۹۷  |
| ۱۰۰۵۱۵ | 1997 BL         | ۱۶ ژانویه ۱۹۹۷  |
| ۱۰۰۵۱۹ | Bombig          | ۲۸ ژانویه ۱۹۹۷  |
| ۱۰۰۵۲۰ | 1997 BU2        | ۳۰ ژانویه ۱۹۹۷  |
| ۱۰۰۵۲۱ | 1997 BX5        | ۲۶ ژانویه ۱۹۹۷  |
| ۱۰۰۵۲۱ | 1997 CA         | ۱ فوریه ۱۹۹۷    |
| ۱۰۰۵۲۳ | 1997 CT2        | ۲ فوریه ۱۹۹۷    |
| ۱۰۰۵۲۴ | 1997 CV5        | ۶ فوریه ۱۹۹۷    |
| ۱۰۰۵۲۵ | 1997 CX8        | ۱ فوریه ۱۹۹۷    |
| ۱۰۰۵۲۶ | 1997 CK9        | ۱ فوریه ۱۹۹۷    |
| ۱۰۰۵۲۷ | 1997 CB10       | ۲ فوریه ۱۹۹۷    |
| ۱۰۰۵۲۸ | 1997 CZ10       | ۳ فوریه ۱۹۹۷    |
| ۱۰۰۵۲۹ | 1997 CA11       | ۳ فوریه ۱۹۹۷    |
| ۱۰۰۵۳۰ | 1997 CE12       | ۳ فوریه ۱۹۹۷    |
| ۱۰۰۵۳۱ | 1997 CP12       | ۳ فوریه ۱۹۹۷    |
| ۱۰۰۵۳۲ | 1997 CB17       | ۶ فوریه ۱۹۹۷    |
| ۱۰۰۵۳۳ | 1997 CH17       | ۱ فوریه ۱۹۹۷    |
| ۱۰۰۵۳۴ | 1997 CM22       | ۳ فوریه ۱۹۹۷    |
| ۱۰۰۵۳۵ | 1997 CR22       | ۳ فوریه ۱۹۹۷    |
| ۱۰۰۵۳۶ | 1997 CD28       | ۶ فوریه ۱۹۹۷    |
| ۱۰۰۵۳۷ | 1997 EL4        | ۲ مارس ۱۹۹۷     |
| ۱۰۰۵۳۸ | 1997 ET10       | ۷ مارس ۱۹۹۷     |
| ۱۰۰۵۳۹ | 1997 EN13       | ۳ مارس ۱۹۹۷     |
| ۱۰۰۵۴۰ | 1997 EK20       | ۴ مارس ۱۹۹۷     |
| ۱۰۰۵۴۱ | 1997 EG25       | ۷ مارس ۱۹۹۷     |
| ۱۰۰۵۴۲ | 1997 ES25       | ۹ مارس ۱۹۹۷     |
| ۱۰۰۵۴۳ | 1997 ES26       | ۴ مارس ۱۹۹۷     |
| ۱۰۰۵۴۴ | 1997 ET28       | ۱۰ مارس ۱۹۹۷    |
| ۱۰۰۵۴۵ | 1997 ED30       | ۹ مارس ۱۹۹۷     |
| ۱۰۰۵۴۶ | 1997 EU32       | ۱۳ مارس ۱۹۹۷    |
| ۱۰۰۵۴۷ | 1997 EQ35       | ۴ مارس ۱۹۹۷     |
| ۱۰۰۵۴۸ | 1997 EA36       | ۴ مارس ۱۹۹۷     |
| ۱۰۰۵۴۹ | 1997 EK38       | ۵ مارس ۱۹۹۷     |
| ۱۰۰۵۵۰ | 1997 EM41       | ۱۰ مارس ۱۹۹۷    |
| ۱۰۰۵۵۱ | 1997 EM42       | ۱۰ مارس ۱۹۹۷    |
| ۱۰۰۵۵۲ | 1997 FK2        | ۳۱ مارس ۱۹۹۷    |
| ۱۰۰۵۵۲ | 1997 GD         | ۲ آوریل ۱۹۹۷    |
| ۱۰۰۵۵۲ | 1997 GJ         | ۴ آوریل ۱۹۹۷    |
| ۱۰۰۵۵۵ | 1997 GY1        | ۷ آوریل ۱۹۹۷    |
| ۱۰۰۵۵۶ | 1997 GS2        | ۷ آوریل ۱۹۹۷    |
| ۱۰۰۵۵۷ | 1997 GW3        | ۳ آوریل ۱۹۹۷    |
| ۱۰۰۵۵۸ | 1997 GE9        | ۳ آوریل ۱۹۹۷    |
| ۱۰۰۵۵۹ | 1997 GO9        | ۳ آوریل ۱۹۹۷    |
| ۱۰۰۵۶۰ | 1997 GA12       | ۳ آوریل ۱۹۹۷    |
| ۱۰۰۵۶۱ | 1997 GN18       | ۳ آوریل ۱۹۹۷    |
| ۱۰۰۵۶۲ | 1997 GW19       | ۵ آوریل ۱۹۹۷    |
| ۱۰۰۵۶۳ | 1997 GW26       | ۷ آوریل ۱۹۹۷    |
| ۱۰۰۵۶۴ | 1997 GU27       | ۹ آوریل ۱۹۹۷    |
| ۱۰۰۵۶۵ | 1997 GC29       | ۹ آوریل ۱۹۹۷    |
| ۱۰۰۵۶۶ | 1997 GF33       | ۳ آوریل ۱۹۹۷    |
| ۱۰۰۵۶۷ | 1997 GM36       | ۶ آوریل ۱۹۹۷    |
| ۱۰۰۵۶۸ | 1997 GV37       | ۵ آوریل ۱۹۹۷    |
| ۱۰۰۵۶۸ | 1997 HR         | ۲۸ آوریل ۱۹۹۷   |
| ۱۰۰۵۷۰ | 1997 HU1        | ۲۸ آوریل ۱۹۹۷   |
| ۱۰۰۵۷۱ | 1997 HH2        | ۲۹ آوریل ۱۹۹۷   |
| ۱۰۰۵۷۲ | 1997 HJ2        | ۲۹ آوریل ۱۹۹۷   |
| ۱۰۰۵۷۳ | 1997 HR2        | ۲۹ آوریل ۱۹۹۷   |
| ۱۰۰۵۷۴ | 1997 HS2        | ۳۰ آوریل ۱۹۹۷   |
| ۱۰۰۵۷۵ | 1997 HD3        | ۳۰ آوریل ۱۹۹۷   |
| ۱۰۰۵۷۶ | 1997 HJ10       | ۳۰ آوریل ۱۹۹۷   |
| ۱۰۰۵۷۷ | 1997 HM10       | ۳۰ آوریل ۱۹۹۷   |
| ۱۰۰۵۷۸ | 1997 HY10       | ۳۰ آوریل ۱۹۹۷   |
| ۱۰۰۵۷۹ | 1997 HS11       | ۳۰ آوریل ۱۹۹۷   |
| ۱۰۰۵۸۰ | 1997 HM16       | ۳۰ آوریل ۱۹۹۷   |
| ۱۰۰۵۸۱ | 1997 HA17       | ۲۹ آوریل ۱۹۹۷   |
| ۱۰۰۵۸۲ | 1997 HC17       | ۳۰ آوریل ۱۹۹۷   |
| ۱۰۰۵۸۳ | 1997 JY9        | ۱۰ مه ۱۹۹۷      |
| ۱۰۰۵۸۴ | 1997 JJ14       | ۱ مه ۱۹۹۷       |
| ۱۰۰۵۸۵ | 1997 LN9        | ۷ ژوئن ۱۹۹۷     |
| ۱۰۰۵۸۶ | 1997 LP15       | ۸ ژوئن ۱۹۹۷     |
| ۱۰۰۵۸۶ | 1997 MH         | ۲۶ ژوئن ۱۹۹۷    |
| ۱۰۰۵۸۸ | 1997 MV3        | ۲۸ ژوئن ۱۹۹۷    |
| ۱۰۰۵۸۹ | 1997 MV8        | ۲۹ ژوئن ۱۹۹۷    |
| ۱۰۰۵۹۰ | 1997 NP1        | ۲ ژوئیه ۱۹۹۷    |
| ۱۰۰۵۹۱ | 1997 NW2        | ۲ ژوئیه ۱۹۹۷    |
| ۱۰۰۵۹۲ | 1997 NN5        | ۵ ژوئیه ۱۹۹۷    |
| ۱۰۰۵۹۳ | 1997 OH1        | ۲۸ ژوئیه ۱۹۹۷   |
| ۱۰۰۵۹۴ | 1997 OH2        | ۳۰ ژوئیه ۱۹۹۷   |
| ۱۰۰۵۹۵ | 1997 PA2        | ۴ اوت ۱۹۹۷      |
| ۱۰۰۵۹۶ | Perrett         | ۹ اوت ۱۹۹۷      |
| ۱۰۰۵۹۷ | 1997 PY4        | ۱۱ اوت ۱۹۹۷     |
| ۱۰۰۵۹۸ | 1997 QO1        | ۳۱ اوت ۱۹۹۷     |
| ۱۰۰۵۹۹ | 1997 QV4        | ۳۱ اوت ۱۹۹۷     |
| ۱۰۰۶۰۰ | 1997 RX1        | ۴ سپتامبر ۱۹۹۷  |
| ۱۰۰۶۰۱ | 1997 RF4        | ۴ سپتامبر ۱۹۹۷  |
| ۱۰۰۶۰۲ | 1997 RD9        | ۱۰ سپتامبر ۱۹۹۷ |
| ۱۰۰۶۰۳ | 1997 RN9        | ۱۵ سپتامبر ۱۹۹۷ |
| ۱۰۰۶۰۴ | 1997 RY9        | ۱۱ سپتامبر ۱۹۹۷ |
| ۱۰۰۶۰۵ | 1997 SR1        | ۲۳ سپتامبر ۱۹۹۷ |
| ۱۰۰۶۰۶ | 1997 SU2        | ۲۵ سپتامبر ۱۹۹۷ |
| ۱۰۰۶۰۷ | 1997 SB4        | ۲۶ سپتامبر ۱۹۹۷ |
| ۱۰۰۶۰۸ | 1997 SQ6        | ۲۳ سپتامبر ۱۹۹۷ |
| ۱۰۰۶۰۹ | 1997 ST6        | ۲۳ سپتامبر ۱۹۹۷ |
| ۱۰۰۶۱۰ | 1997 ST18       | ۲۸ سپتامبر ۱۹۹۷ |
| ۱۰۰۶۱۱ | 1997 SR19       | ۲۸ سپتامبر ۱۹۹۷ |
| ۱۰۰۶۱۲ | 1997 SL25       | ۲۹ سپتامبر ۱۹۹۷ |
| ۱۰۰۶۱۳ | 1997 SM31       | ۲۸ سپتامبر ۱۹۹۷ |
| ۱۰۰۶۱۴ | 1997 SX34       | ۲۸ سپتامبر ۱۹۹۷ |
| ۱۰۰۶۱۵ | 1997 TX1        | ۳ اکتبر ۱۹۹۷    |
| ۱۰۰۶۱۶ | 1997 TN2        | ۳ اکتبر ۱۹۹۷    |
| ۱۰۰۶۱۷ | 1997 TQ2        | ۳ اکتبر ۱۹۹۷    |
| ۱۰۰۶۱۸ | 1997 TJ11       | ۳ اکتبر ۱۹۹۷    |
| ۱۰۰۶۱۹ | 1997 TK14       | ۴ اکتبر ۱۹۹۷    |
| ۱۰۰۶۲۰ | 1997 TM20       | ۳ اکتبر ۱۹۹۷    |
| ۱۰۰۶۲۱ | 1997 TX23       | ۱۱ اکتبر ۱۹۹۷   |
| ۱۰۰۶۲۲ | 1997 TK26       | ۱۳ اکتبر ۱۹۹۷   |
| ۱۰۰۶۲۳ | 1997 TP27       | ۳ اکتبر ۱۹۹۷    |
| ۱۰۰۶۲۴ | 1997 TR28       | ۶ اکتبر ۱۹۹۷    |
| ۱۰۰۶۲۴ | 1997 UZ         | ۲۲ اکتبر ۱۹۹۷   |
| ۱۰۰۶۲۶ | 1997 UE2        | ۲۱ اکتبر ۱۹۹۷   |
| ۱۰۰۶۲۷ | 1997 UD3        | ۱۹ اکتبر ۱۹۹۷   |
| ۱۰۰۶۲۸ | 1997 UX3        | ۲۶ اکتبر ۱۹۹۷   |
| ۱۰۰۶۲۹ | 1997 UL5        | ۲۱ اکتبر ۱۹۹۷   |
| ۱۰۰۶۳۰ | 1997 UQ7        | ۲۲ اکتبر ۱۹۹۷   |
| ۱۰۰۶۳۱ | 1997 UH8        | ۲۹ اکتبر ۱۹۹۷   |
| ۱۰۰۶۳۲ | 1997 UZ12       | ۲۳ اکتبر ۱۹۹۷   |
| ۱۰۰۶۳۳ | 1997 UX13       | ۲۳ اکتبر ۱۹۹۷   |
| ۱۰۰۶۳۴ | 1997 UE24       | ۳۰ اکتبر ۱۹۹۷   |
| ۱۰۰۶۳۵ | 1997 UQ24       | ۳۰ اکتبر ۱۹۹۷   |
| ۱۰۰۶۳۶ | 1997 UY26       | ۲۶ اکتبر ۱۹۹۷   |
| ۱۰۰۶۳۷ | 1997 VF2        | ۱ نوامبر ۱۹۹۷   |
| ۱۰۰۶۳۸ | 1997 VS2        | ۱ نوامبر ۱۹۹۷   |
| ۱۰۰۶۳۹ | 1997 VV3        | ۶ نوامبر ۱۹۹۷   |
| ۱۰۰۶۴۰ | 1997 VY3        | ۷ نوامبر ۱۹۹۷   |
| ۱۰۰۶۴۱ | 1997 VO4        | ۳ نوامبر ۱۹۹۷   |
| ۱۰۰۶۴۲ | 1997 VV4        | ۴ نوامبر ۱۹۹۷   |
| ۱۰۰۶۴۳ | 1997 VZ5        | ۹ نوامبر ۱۹۹۷   |
| ۱۰۰۶۴۴ | 1997 VV6        | ۱ نوامبر ۱۹۹۷   |
| ۱۰۰۶۴۵ | 1997 VP8        | ۳ نوامبر ۱۹۹۷   |
| ۱۰۰۶۴۵ | 1997 WR         | ۱۹ نوامبر ۱۹۹۷  |
| ۱۰۰۶۴۷ | 1997 WS2        | ۲۳ نوامبر ۱۹۹۷  |
| ۱۰۰۶۴۸ | 1997 WZ2        | ۲۳ نوامبر ۱۹۹۷  |
| ۱۰۰۶۴۹ | 1997 WF4        | ۲۰ نوامبر ۱۹۹۷  |
| ۱۰۰۶۵۰ | 1997 WN4        | ۲۰ نوامبر ۱۹۹۷  |
| ۱۰۰۶۵۱ | 1997 WU10       | ۲۲ نوامبر ۱۹۹۷  |
| ۱۰۰۶۵۲ | 1997 WN11       | ۲۲ نوامبر ۱۹۹۷  |
| ۱۰۰۶۵۳ | 1997 WD12       | ۲۲ نوامبر ۱۹۹۷  |
| ۱۰۰۶۵۴ | 1997 WM12       | ۲۳ نوامبر ۱۹۹۷  |
| ۱۰۰۶۵۵ | 1997 WJ14       | ۲۲ نوامبر ۱۹۹۷  |
| ۱۰۰۶۵۶ | 1997 WD17       | ۲۳ نوامبر ۱۹۹۷  |
| ۱۰۰۶۵۷ | 1997 WT18       | ۲۳ نوامبر ۱۹۹۷  |
| ۱۰۰۶۵۸ | 1997 WH20       | ۲۵ نوامبر ۱۹۹۷  |
| ۱۰۰۶۵۹ | 1997 WM20       | ۲۵ نوامبر ۱۹۹۷  |
| ۱۰۰۶۶۰ | 1997 WL21       | ۳۰ نوامبر ۱۹۹۷  |
| ۱۰۰۶۶۱ | 1997 WZ26       | ۲۸ نوامبر ۱۹۹۷  |
| ۱۰۰۶۶۲ | 1997 WM28       | ۲۹ نوامبر ۱۹۹۷  |
| ۱۰۰۶۶۳ | 1997 WN30       | ۲۹ نوامبر ۱۹۹۷  |
| ۱۰۰۶۶۴ | 1997 WZ35       | ۲۹ نوامبر ۱۹۹۷  |
| ۱۰۰۶۶۵ | 1997 WT36       | ۲۹ نوامبر ۱۹۹۷  |
| ۱۰۰۶۶۶ | 1997 WO37       | ۲۹ نوامبر ۱۹۹۷  |
| ۱۰۰۶۶۷ | 1997 WH40       | ۲۹ نوامبر ۱۹۹۷  |
| ۱۰۰۶۶۸ | 1997 WH44       | ۲۹ نوامبر ۱۹۹۷  |
| ۱۰۰۶۶۹ | 1997 WK50       | ۲۸ نوامبر ۱۹۹۷  |
| ۱۰۰۶۷۰ | 1997 WV50       | ۲۹ نوامبر ۱۹۹۷  |
| ۱۰۰۶۷۱ | 1997 WN57       | ۲۶ نوامبر ۱۹۹۷  |
| ۱۰۰۶۷۲ | 1997 WF58       | ۳۰ نوامبر ۱۹۹۷  |
| ۱۰۰۶۷۲ | 1997 XY         | ۳ دسامبر ۱۹۹۷   |
| ۱۰۰۶۷۴ | 1997 XX1        | ۲ دسامبر ۱۹۹۷   |
| ۱۰۰۶۷۵ | Chuyanakahara   | ۴ دسامبر ۱۹۹۷   |
| ۱۰۰۶۷۶ | 1997 XO5        | ۶ دسامبر ۱۹۹۷   |
| ۱۰۰۶۷۷ | 1997 XO6        | ۵ دسامبر ۱۹۹۷   |
| ۱۰۰۶۷۸ | 1997 XV9        | ۴ دسامبر ۱۹۹۷   |
| ۱۰۰۶۷۹ | 1997 XV10       | ۱۵ دسامبر ۱۹۹۷  |
| ۱۰۰۶۸۰ | 1997 XW10       | ۱۵ دسامبر ۱۹۹۷  |
| ۱۰۰۶۸۱ | 1997 YD1        | ۱۹ دسامبر ۱۹۹۷  |
| ۱۰۰۶۸۲ | 1997 YE1        | ۱۹ دسامبر ۱۹۹۷  |
| ۱۰۰۶۸۳ | 1997 YW1        | ۲۰ دسامبر ۱۹۹۷  |
| ۱۰۰۶۸۴ | 1997 YX1        | ۲۱ دسامبر ۱۹۹۷  |
| ۱۰۰۶۸۵ | 1997 YH2        | ۲۱ دسامبر ۱۹۹۷  |
| ۱۰۰۶۸۶ | 1997 YA3        | ۲۴ دسامبر ۱۹۹۷  |
| ۱۰۰۶۸۷ | 1997 YF4        | ۲۳ دسامبر ۱۹۹۷  |
| ۱۰۰۶۸۸ | 1997 YU5        | ۲۵ دسامبر ۱۹۹۷  |
| ۱۰۰۶۸۹ | 1997 YW6        | ۲۵ دسامبر ۱۹۹۷  |
| ۱۰۰۶۹۰ | 1997 YY6        | ۲۵ دسامبر ۱۹۹۷  |
| ۱۰۰۶۹۱ | 1997 YF7        | ۲۵ دسامبر ۱۹۹۷  |
| ۱۰۰۶۹۲ | 1997 YJ7        | ۲۷ دسامبر ۱۹۹۷  |
| ۱۰۰۶۹۳ | 1997 YP9        | ۲۶ دسامبر ۱۹۹۷  |
| ۱۰۰۶۹۴ | 1997 YH11       | ۲۱ دسامبر ۱۹۹۷  |
| ۱۰۰۶۹۵ | 1997 YK11       | ۲۸ دسامبر ۱۹۹۷  |
| ۱۰۰۶۹۶ | 1997 YJ14       | ۳۱ دسامبر ۱۹۹۷  |
| ۱۰۰۶۹۷ | 1997 YB15       | ۲۸ دسامبر ۱۹۹۷  |
| ۱۰۰۶۹۸ | 1997 YK15       | ۲۹ دسامبر ۱۹۹۷  |
| ۱۰۰۶۹۹ | 1997 YR17       | ۳۱ دسامبر ۱۹۹۷  |
| ۱۰۰۷۰۰ | 1997 YX17       | ۳۱ دسامبر ۱۹۹۷  |
| ۱۰۰۷۰۱ | 1998 AC1        | ۵ ژانویه ۱۹۹۸   |
| ۱۰۰۷۰۲ | 1998 AK1        | ۱ ژانویه ۱۹۹۸   |
| ۱۰۰۷۰۳ | 1998 AL3        | ۵ ژانویه ۱۹۹۸   |
| ۱۰۰۷۰۳ | 1998 BG         | ۱۷ ژانویه ۱۹۹۸  |
| ۱۰۰۷۰۵ | 1998 BO5        | ۲۲ ژانویه ۱۹۹۸  |
| ۱۰۰۷۰۶ | 1998 BQ7        | ۲۴ ژانویه ۱۹۹۸  |
| ۱۰۰۷۰۷ | 1998 BW14       | ۲۵ ژانویه ۱۹۹۸  |
| ۱۰۰۷۰۸ | 1998 BL17       | ۲۲ ژانویه ۱۹۹۸  |
| ۱۰۰۷۰۹ | 1998 BP17       | ۲۲ ژانویه ۱۹۹۸  |
| ۱۰۰۷۱۰ | 1998 BU17       | ۲۲ ژانویه ۱۹۹۸  |
| ۱۰۰۷۱۱ | 1998 BD19       | ۲۷ ژانویه ۱۹۹۸  |
| ۱۰۰۷۱۲ | 1998 BW19       | ۲۲ ژانویه ۱۹۹۸  |
| ۱۰۰۷۱۳ | 1998 BG20       | ۲۲ ژانویه ۱۹۹۸  |
| ۱۰۰۷۱۴ | 1998 BM20       | ۲۲ ژانویه ۱۹۹۸  |
| ۱۰۰۷۱۵ | 1998 BK21       | ۲۲ ژانویه ۱۹۹۸  |
| ۱۰۰۷۱۶ | 1998 BF23       | ۲۵ ژانویه ۱۹۹۸  |
| ۱۰۰۷۱۷ | 1998 BL23       | ۲۵ ژانویه ۱۹۹۸  |
| ۱۰۰۷۱۸ | 1998 BR24       | ۲۸ ژانویه ۱۹۹۸  |
| ۱۰۰۷۱۹ | 1998 BU26       | ۲۹ ژانویه ۱۹۹۸  |
| ۱۰۰۷۲۰ | 1998 BA28       | ۲۳ ژانویه ۱۹۹۸  |
| ۱۰۰۷۲۱ | 1998 BD29       | ۲۵ ژانویه ۱۹۹۸  |
| ۱۰۰۷۲۲ | 1998 BB30       | ۲۹ ژانویه ۱۹۹۸  |
| ۱۰۰۷۲۳ | 1998 BM35       | ۲۸ ژانویه ۱۹۹۸  |
| ۱۰۰۷۲۴ | 1998 BM38       | ۲۹ ژانویه ۱۹۹۸  |
| ۱۰۰۷۲۵ | 1998 BO43       | ۲۳ ژانویه ۱۹۹۸  |
| ۱۰۰۷۲۶ | 1998 BY43       | ۲۵ ژانویه ۱۹۹۸  |
| ۱۰۰۷۲۷ | 1998 BF45       | ۲۲ ژانویه ۱۹۹۸  |
| ۱۰۰۷۲۷ | 1998 CK         | ۲ فوریه ۱۹۹۸    |
| ۱۰۰۷۲۷ | 1998 CX         | ۵ فوریه ۱۹۹۸    |
| ۱۰۰۷۳۰ | 1998 CE2        | ۱۳ فوریه ۱۹۹۸   |
| ۱۰۰۷۳۰ | 1998 DO         | ۱۸ فوریه ۱۹۹۸   |
| ۱۰۰۷۳۰ | 1998 DQ         | ۱۹ فوریه ۱۹۹۸   |
| ۱۰۰۷۳۳ | 1998 DA1        | ۱۸ فوریه ۱۹۹۸   |
| ۱۰۰۷۳۴ | 1998 DB1        | ۱۸ فوریه ۱۹۹۸   |
| ۱۰۰۷۳۵ | 1998 DE1        | ۱۹ فوریه ۱۹۹۸   |
| ۱۰۰۷۳۶ | 1998 DD7        | ۱۷ فوریه ۱۹۹۸   |
| ۱۰۰۷۳۷ | 1998 DR9        | ۲۳ فوریه ۱۹۹۸   |
| ۱۰۰۷۳۸ | 1998 DB12       | ۲۳ فوریه ۱۹۹۸   |
| ۱۰۰۷۳۹ | 1998 DA14       | ۲۷ فوریه ۱۹۹۸   |
| ۱۰۰۷۴۰ | 1998 DP22       | ۲۴ فوریه ۱۹۹۸   |
| ۱۰۰۷۴۱ | 1998 DS23       | ۲۶ فوریه ۱۹۹۸   |
| ۱۰۰۷۴۲ | 1998 DW25       | ۲۳ فوریه ۱۹۹۸   |
| ۱۰۰۷۴۳ | 1998 DC30       | ۲۳ فوریه ۱۹۹۸   |
| ۱۰۰۷۴۴ | 1998 DU36       | ۲۸ فوریه ۱۹۹۸   |
| ۱۰۰۷۴۵ | 1998 ET3        | ۲ مارس ۱۹۹۸     |
| ۱۰۰۷۴۶ | 1998 ED4        | ۲ مارس ۱۹۹۸     |
| ۱۰۰۷۴۷ | 1998 EO4        | ۳ مارس ۱۹۹۸     |
| ۱۰۰۷۴۸ | 1998 EW4        | ۱ مارس ۱۹۹۸     |
| ۱۰۰۷۴۹ | 1998 EN5        | ۱ مارس ۱۹۹۸     |
| ۱۰۰۷۵۰ | 1998 EX8        | ۶ مارس ۱۹۹۸     |
| ۱۰۰۷۵۱ | 1998 EQ13       | ۱ مارس ۱۹۹۸     |
| ۱۰۰۷۵۲ | 1998 EF20       | ۳ مارس ۱۹۹۸     |
| ۱۰۰۷۵۳ | 1998 FN1        | ۱۹ مارس ۱۹۹۸    |
| ۱۰۰۷۵۴ | 1998 FP2        | ۲۰ مارس ۱۹۹۸    |
| ۱۰۰۷۵۵ | 1998 FO3        | ۲۰ مارس ۱۹۹۸    |
| ۱۰۰۷۵۶ | 1998 FM5        | ۲۴ مارس ۱۹۹۸    |
| ۱۰۰۷۵۷ | 1998 FA7        | ۲۰ مارس ۱۹۹۸    |
| ۱۰۰۷۵۸ | 1998 FH7        | ۲۰ مارس ۱۹۹۸    |
| ۱۰۰۷۵۹ | 1998 FG9        | ۲۲ مارس ۱۹۹۸    |
| ۱۰۰۷۶۰ | 1998 FN10       | ۲۴ مارس ۱۹۹۸    |
| ۱۰۰۷۶۱ | 1998 FT10       | ۲۴ مارس ۱۹۹۸    |
| ۱۰۰۷۶۲ | 1998 FX14       | ۲۶ مارس ۱۹۹۸    |
| ۱۰۰۷۶۳ | 1998 FK18       | ۲۰ مارس ۱۹۹۸    |
| ۱۰۰۷۶۴ | 1998 FR23       | ۲۰ مارس ۱۹۹۸    |
| ۱۰۰۷۶۵ | 1998 FZ23       | ۲۰ مارس ۱۹۹۸    |
| ۱۰۰۷۶۶ | 1998 FX24       | ۲۰ مارس ۱۹۹۸    |
| ۱۰۰۷۶۷ | 1998 FE26       | ۲۰ مارس ۱۹۹۸    |
| ۱۰۰۷۶۸ | 1998 FN27       | ۲۰ مارس ۱۹۹۸    |
| ۱۰۰۷۶۹ | 1998 FU29       | ۲۰ مارس ۱۹۹۸    |
| ۱۰۰۷۷۰ | 1998 FG31       | ۲۰ مارس ۱۹۹۸    |
| ۱۰۰۷۷۱ | 1998 FA32       | ۲۰ مارس ۱۹۹۸    |
| ۱۰۰۷۷۲ | 1998 FN34       | ۲۰ مارس ۱۹۹۸    |
| ۱۰۰۷۷۳ | 1998 FU34       | ۲۰ مارس ۱۹۹۸    |
| ۱۰۰۷۷۴ | 1998 FV37       | ۲۰ مارس ۱۹۹۸    |
| ۱۰۰۷۷۵ | 1998 FL42       | ۲۰ مارس ۱۹۹۸    |
| ۱۰۰۷۷۶ | 1998 FY46       | ۲۰ مارس ۱۹۹۸    |
| ۱۰۰۷۷۷ | 1998 FL52       | ۲۰ مارس ۱۹۹۸    |
| ۱۰۰۷۷۸ | 1998 FX52       | ۲۰ مارس ۱۹۹۸    |
| ۱۰۰۷۷۹ | 1998 FJ53       | ۲۰ مارس ۱۹۹۸    |
| ۱۰۰۷۸۰ | 1998 FU55       | ۲۰ مارس ۱۹۹۸    |
| ۱۰۰۷۸۱ | 1998 FX56       | ۲۰ مارس ۱۹۹۸    |
| ۱۰۰۷۸۲ | 1998 FC57       | ۲۰ مارس ۱۹۹۸    |
| ۱۰۰۷۸۳ | 1998 FZ57       | ۲۰ مارس ۱۹۹۸    |
| ۱۰۰۷۸۴ | 1998 FM61       | ۲۰ مارس ۱۹۹۸    |
| ۱۰۰۷۸۵ | 1998 FA62       | ۲۰ مارس ۱۹۹۸    |
| ۱۰۰۷۸۶ | 1998 FZ69       | ۲۰ مارس ۱۹۹۸    |
| ۱۰۰۷۸۷ | 1998 FW70       | ۲۰ مارس ۱۹۹۸    |
| ۱۰۰۷۸۸ | 1998 FC72       | ۲۰ مارس ۱۹۹۸    |
| ۱۰۰۷۸۹ | 1998 FK74       | ۲۱ مارس ۱۹۹۸    |
| ۱۰۰۷۹۰ | 1998 FQ74       | ۲۴ مارس ۱۹۹۸    |
| ۱۰۰۷۹۱ | 1998 FW75       | ۲۴ مارس ۱۹۹۸    |
| ۱۰۰۷۹۲ | 1998 FZ75       | ۲۴ مارس ۱۹۹۸    |
| ۱۰۰۷۹۳ | 1998 FJ76       | ۲۴ مارس ۱۹۹۸    |
| ۱۰۰۷۹۴ | 1998 FK76       | ۲۴ مارس ۱۹۹۸    |
| ۱۰۰۷۹۵ | 1998 FS76       | ۲۴ مارس ۱۹۹۸    |
| ۱۰۰۷۹۶ | 1998 FM77       | ۲۴ مارس ۱۹۹۸    |
| ۱۰۰۷۹۷ | 1998 FP78       | ۲۴ مارس ۱۹۹۸    |
| ۱۰۰۷۹۸ | 1998 FG79       | ۲۴ مارس ۱۹۹۸    |
| ۱۰۰۷۹۹ | 1998 FX79       | ۲۴ مارس ۱۹۹۸    |
| ۱۰۰۸۰۰ | 1998 FZ89       | ۲۴ مارس ۱۹۹۸    |
| ۱۰۰۸۰۱ | 1998 FW90       | ۲۴ مارس ۱۹۹۸    |
| ۱۰۰۸۰۲ | 1998 FK93       | ۲۴ مارس ۱۹۹۸    |
| ۱۰۰۸۰۳ | 1998 FP98       | ۳۱ مارس ۱۹۹۸    |
| ۱۰۰۸۰۴ | 1998 FM105      | ۳۱ مارس ۱۹۹۸    |
| ۱۰۰۸۰۵ | 1998 FX105      | ۳۱ مارس ۱۹۹۸    |
| ۱۰۰۸۰۶ | 1998 FD107      | ۳۱ مارس ۱۹۹۸    |
| ۱۰۰۸۰۷ | 1998 FA115      | ۳۱ مارس ۱۹۹۸    |
| ۱۰۰۸۰۸ | 1998 FP116      | ۳۱ مارس ۱۹۹۸    |
| ۱۰۰۸۰۹ | 1998 FW117      | ۳۱ مارس ۱۹۹۸    |
| ۱۰۰۸۱۰ | 1998 FW119      | ۲۰ مارس ۱۹۹۸    |
| ۱۰۰۸۱۱ | 1998 FB120      | ۲۰ مارس ۱۹۹۸    |
| ۱۰۰۸۱۲ | 1998 FK123      | ۲۰ مارس ۱۹۹۸    |
| ۱۰۰۸۱۳ | 1998 FE124      | ۲۴ مارس ۱۹۹۸    |
| ۱۰۰۸۱۴ | 1998 FA125      | ۲۴ مارس ۱۹۹۸    |
| ۱۰۰۸۱۵ | 1998 FQ125      | ۳۱ مارس ۱۹۹۸    |
| ۱۰۰۸۱۶ | 1998 FT129      | ۲۲ مارس ۱۹۹۸    |
| ۱۰۰۸۱۷ | 1998 FM133      | ۲۰ مارس ۱۹۹۸    |
| ۱۰۰۸۱۸ | 1998 FW133      | ۲۰ مارس ۱۹۹۸    |
| ۱۰۰۸۱۹ | 1998 FX133      | ۲۰ مارس ۱۹۹۸    |
| ۱۰۰۸۲۰ | 1998 FM139      | ۲۸ مارس ۱۹۹۸    |
| ۱۰۰۸۲۱ | 1998 FA140      | ۲۸ مارس ۱۹۹۸    |
| ۱۰۰۸۲۲ | 1998 FG140      | ۲۹ مارس ۱۹۹۸    |
| ۱۰۰۸۲۳ | 1998 FS140      | ۲۹ مارس ۱۹۹۸    |
| ۱۰۰۸۲۴ | 1998 FF142      | ۲۹ مارس ۱۹۹۸    |
| ۱۰۰۸۲۵ | 1998 FW145      | ۲۴ مارس ۱۹۹۸    |
| ۱۰۰۸۲۶ | 1998 HH2        | ۱۸ آوریل ۱۹۹۸   |
| ۱۰۰۸۲۷ | 1998 HU2        | ۲۰ آوریل ۱۹۹۸   |
| ۱۰۰۸۲۸ | 1998 HM6        | ۲۱ آوریل ۱۹۹۸   |
| ۱۰۰۸۲۹ | 1998 HW8        | ۱۷ آوریل ۱۹۹۸   |
| ۱۰۰۸۳۰ | 1998 HV9        | ۱۹ آوریل ۱۹۹۸   |
| ۱۰۰۸۳۱ | 1998 HW9        | ۱۹ آوریل ۱۹۹۸   |
| ۱۰۰۸۳۲ | 1998 HS10       | ۱۷ آوریل ۱۹۹۸   |
| ۱۰۰۸۳۳ | 1998 HW10       | ۱۷ آوریل ۱۹۹۸   |
| ۱۰۰۸۳۴ | 1998 HS12       | ۲۴ آوریل ۱۹۹۸   |
| ۱۰۰۸۳۵ | 1998 HA14       | ۲۴ آوریل ۱۹۹۸   |
| ۱۰۰۸۳۶ | 1998 HF14       | ۲۲ آوریل ۱۹۹۸   |
| ۱۰۰۸۳۷ | 1998 HG15       | ۲۰ آوریل ۱۹۹۸   |
| ۱۰۰۸۳۸ | 1998 HB16       | ۲۲ آوریل ۱۹۹۸   |
| ۱۰۰۸۳۹ | 1998 HW18       | ۱۸ آوریل ۱۹۹۸   |
| ۱۰۰۸۴۰ | 1998 HD19       | ۱۸ آوریل ۱۹۹۸   |
| ۱۰۰۸۴۱ | 1998 HU19       | ۱۸ آوریل ۱۹۹۸   |
| ۱۰۰۸۴۲ | 1998 HX19       | ۱۸ آوریل ۱۹۹۸   |
| ۱۰۰۸۴۳ | 1998 HH21       | ۲۰ آوریل ۱۹۹۸   |
| ۱۰۰۸۴۴ | 1998 HH23       | ۲۰ آوریل ۱۹۹۸   |
| ۱۰۰۸۴۵ | 1998 HY23       | ۲۸ آوریل ۱۹۹۸   |
| ۱۰۰۸۴۶ | 1998 HW25       | ۲۰ آوریل ۱۹۹۸   |
| ۱۰۰۸۴۷ | 1998 HN26       | ۲۰ آوریل ۱۹۹۸   |
| ۱۰۰۸۴۸ | 1998 HE29       | ۲۰ آوریل ۱۹۹۸   |
| ۱۰۰۸۴۹ | 1998 HN29       | ۲۰ آوریل ۱۹۹۸   |
| ۱۰۰۸۵۰ | 1998 HV31       | ۲۲ آوریل ۱۹۹۸   |
| ۱۰۰۸۵۱ | 1998 HB33       | ۲۰ آوریل ۱۹۹۸   |
| ۱۰۰۸۵۲ | 1998 HY33       | ۲۰ آوریل ۱۹۹۸   |
| ۱۰۰۸۵۳ | 1998 HH34       | ۲۰ آوریل ۱۹۹۸   |
| ۱۰۰۸۵۴ | 1998 HU35       | ۲۰ آوریل ۱۹۹۸   |
| ۱۰۰۸۵۵ | 1998 HH37       | ۲۰ آوریل ۱۹۹۸   |
| ۱۰۰۸۵۶ | 1998 HX43       | ۲۰ آوریل ۱۹۹۸   |
| ۱۰۰۸۵۷ | 1998 HZ43       | ۲۰ آوریل ۱۹۹۸   |
| ۱۰۰۸۵۸ | 1998 HB44       | ۲۰ آوریل ۱۹۹۸   |
| ۱۰۰۸۵۹ | 1998 HR46       | ۲۰ آوریل ۱۹۹۸   |
| ۱۰۰۸۶۰ | 1998 HA52       | ۳۰ آوریل ۱۹۹۸   |
| ۱۰۰۸۶۱ | 1998 HX53       | ۲۱ آوریل ۱۹۹۸   |
| ۱۰۰۸۶۲ | 1998 HF54       | ۲۱ آوریل ۱۹۹۸   |
| ۱۰۰۸۶۳ | 1998 HQ54       | ۲۱ آوریل ۱۹۹۸   |
| ۱۰۰۸۶۴ | 1998 HW54       | ۲۱ آوریل ۱۹۹۸   |
| ۱۰۰۸۶۵ | 1998 HA58       | ۲۱ آوریل ۱۹۹۸   |
| ۱۰۰۸۶۶ | 1998 HM60       | ۲۱ آوریل ۱۹۹۸   |
| ۱۰۰۸۶۷ | 1998 HC61       | ۲۱ آوریل ۱۹۹۸   |
| ۱۰۰۸۶۸ | 1998 HE61       | ۲۱ آوریل ۱۹۹۸   |
| ۱۰۰۸۶۹ | 1998 HQ71       | ۲۱ آوریل ۱۹۹۸   |
| ۱۰۰۸۷۰ | 1998 HM78       | ۲۱ آوریل ۱۹۹۸   |
| ۱۰۰۸۷۱ | 1998 HH81       | ۲۱ آوریل ۱۹۹۸   |
| ۱۰۰۸۷۲ | 1998 HS81       | ۲۱ آوریل ۱۹۹۸   |
| ۱۰۰۸۷۳ | 1998 HT82       | ۲۱ آوریل ۱۹۹۸   |
| ۱۰۰۸۷۴ | 1998 HG83       | ۲۱ آوریل ۱۹۹۸   |
| ۱۰۰۸۷۵ | 1998 HW84       | ۲۱ آوریل ۱۹۹۸   |
| ۱۰۰۸۷۶ | 1998 HK86       | ۲۱ آوریل ۱۹۹۸   |
| ۱۰۰۸۷۷ | 1998 HN86       | ۲۱ آوریل ۱۹۹۸   |
| ۱۰۰۸۷۸ | 1998 HJ90       | ۲۱ آوریل ۱۹۹۸   |
| ۱۰۰۸۷۹ | 1998 HC91       | ۲۱ آوریل ۱۹۹۸   |
| ۱۰۰۸۸۰ | 1998 HM93       | ۲۱ آوریل ۱۹۹۸   |
| ۱۰۰۸۸۱ | 1998 HK98       | ۲۱ آوریل ۱۹۹۸   |
| ۱۰۰۸۸۲ | 1998 HK101      | ۲۱ آوریل ۱۹۹۸   |
| ۱۰۰۸۸۳ | 1998 HY101      | ۲۵ آوریل ۱۹۹۸   |
| ۱۰۰۸۸۴ | 1998 HB102      | ۲۵ آوریل ۱۹۹۸   |
| ۱۰۰۸۸۵ | 1998 HV106      | ۲۳ آوریل ۱۹۹۸   |
| ۱۰۰۸۸۶ | 1998 HR108      | ۲۳ آوریل ۱۹۹۸   |
| ۱۰۰۸۸۷ | 1998 HB116      | ۲۳ آوریل ۱۹۹۸   |
| ۱۰۰۸۸۸ | 1998 HH117      | ۲۳ آوریل ۱۹۹۸   |
| ۱۰۰۸۸۹ | 1998 HU117      | ۲۳ آوریل ۱۹۹۸   |
| ۱۰۰۸۹۰ | 1998 HS122      | ۲۳ آوریل ۱۹۹۸   |
| ۱۰۰۸۹۱ | 1998 HJ124      | ۲۳ آوریل ۱۹۹۸   |
| ۱۰۰۸۹۲ | 1998 HM125      | ۲۳ آوریل ۱۹۹۸   |
| ۱۰۰۸۹۳ | 1998 HH130      | ۱۹ آوریل ۱۹۹۸   |
| ۱۰۰۸۹۴ | 1998 HK145      | ۲۱ آوریل ۱۹۹۸   |
| ۱۰۰۸۹۵ | 1998 HN146      | ۲۲ آوریل ۱۹۹۸   |
| ۱۰۰۸۹۶ | 1998 JT3        | ۶ مه ۱۹۹۸       |
| ۱۰۰۸۹۷ | 1998 JW3        | ۵ مه ۱۹۹۸       |
| ۱۰۰۸۹۸ | 1998 JG4        | ۱۵ مه ۱۹۹۸      |
| ۱۰۰۸۹۹ | 1998 KC6        | ۲۴ مه ۱۹۹۸      |
| ۱۰۰۹۰۰ | 1998 KU6        | ۲۲ مه ۱۹۹۸      |
| ۱۰۰۹۰۱ | 1998 KZ6        | ۲۲ مه ۱۹۹۸      |
| ۱۰۰۹۰۲ | 1998 KS8        | ۲۳ مه ۱۹۹۸      |
| ۱۰۰۹۰۳ | 1998 KU8        | ۲۳ مه ۱۹۹۸      |
| ۱۰۰۹۰۴ | 1998 KW10       | ۲۲ مه ۱۹۹۸      |
| ۱۰۰۹۰۵ | 1998 KY11       | ۲۶ مه ۱۹۹۸      |
| ۱۰۰۹۰۶ | 1998 KF15       | ۲۲ مه ۱۹۹۸      |
| ۱۰۰۹۰۷ | 1998 KP16       | ۲۲ مه ۱۹۹۸      |
| ۱۰۰۹۰۸ | 1998 KH17       | ۲۸ مه ۱۹۹۸      |
| ۱۰۰۹۰۹ | 1998 KV22       | ۲۲ مه ۱۹۹۸      |
| ۱۰۰۹۱۰ | 1998 KR23       | ۲۲ مه ۱۹۹۸      |
| ۱۰۰۹۱۱ | 1998 KF26       | ۲۲ مه ۱۹۹۸      |
| ۱۰۰۹۱۲ | 1998 KU26       | ۲۸ مه ۱۹۹۸      |
| ۱۰۰۹۱۳ | 1998 KJ28       | ۲۲ مه ۱۹۹۸      |
| ۱۰۰۹۱۴ | 1998 KZ29       | ۲۲ مه ۱۹۹۸      |
| ۱۰۰۹۱۵ | 1998 KH49       | ۲۳ مه ۱۹۹۸      |
| ۱۰۰۹۱۶ | 1998 KU50       | ۲۳ مه ۱۹۹۸      |
| ۱۰۰۹۱۷ | 1998 KX51       | ۲۳ مه ۱۹۹۸      |
| ۱۰۰۹۱۸ | 1998 KF52       | ۲۳ مه ۱۹۹۸      |
| ۱۰۰۹۱۹ | 1998 KU54       | ۲۳ مه ۱۹۹۸      |
| ۱۰۰۹۲۰ | 1998 KT56       | ۲۳ مه ۱۹۹۸      |
| ۱۰۰۹۲۱ | 1998 KZ60       | ۲۳ مه ۱۹۹۸      |
| ۱۰۰۹۲۲ | 1998 KR61       | ۲۳ مه ۱۹۹۸      |
| ۱۰۰۹۲۳ | 1998 LU1        | ۱ ژوئن ۱۹۹۸     |
| ۱۰۰۹۲۴ | 1998 LT3        | ۱ ژوئن ۱۹۹۸     |
| ۱۰۰۹۲۵ | 1998 LV3        | ۱ ژوئن ۱۹۹۸     |
| ۱۰۰۹۲۵ | 1998 MQ         | ۱۸ ژوئن ۱۹۹۸    |
| ۱۰۰۹۲۷ | 1998 MN1        | ۱۶ ژوئن ۱۹۹۸    |
| ۱۰۰۹۲۸ | 1998 MM5        | ۲۳ ژوئن ۱۹۹۸    |
| ۱۰۰۹۲۹ | 1998 MQ6        | ۲۰ ژوئن ۱۹۹۸    |
| ۱۰۰۹۳۰ | 1998 MG9        | ۱۹ ژوئن ۱۹۹۸    |
| ۱۰۰۹۳۱ | 1998 MP11       | ۱۹ ژوئن ۱۹۹۸    |
| ۱۰۰۹۳۲ | 1998 MV22       | ۲۲ ژوئن ۱۹۹۸    |
| ۱۰۰۹۳۳ | 1998 MK30       | ۳۰ ژوئن ۱۹۹۸    |
| ۱۰۰۹۳۴ | 1998 MN41       | ۲۸ ژوئن ۱۹۹۸    |
| ۱۰۰۹۳۵ | 1998 MA42       | ۲۶ ژوئن ۱۹۹۸    |
| ۱۰۰۹۳۶ | 1998 ME43       | ۲۶ ژوئن ۱۹۹۸    |
| ۱۰۰۹۳۷ | 1998 MH43       | ۲۶ ژوئن ۱۹۹۸    |
| ۱۰۰۹۳۸ | 1998 MC44       | ۲۶ ژوئن ۱۹۹۸    |
| ۱۰۰۹۳۹ | 1998 MG46       | ۲۳ ژوئن ۱۹۹۸    |
| ۱۰۰۹۴۰ | 1998 MM47       | ۲۸ ژوئن ۱۹۹۸    |
| ۱۰۰۹۴۱ | 1998 MD48       | ۲۸ ژوئن ۱۹۹۸    |
| ۱۰۰۹۴۲ | 1998 OQ3        | ۲۳ ژوئیه ۱۹۹۸   |
| ۱۰۰۹۴۳ | 1998 OH4        | ۲۷ ژوئیه ۱۹۹۸   |
| ۱۰۰۹۴۴ | 1998 OT7        | ۲۶ ژوئیه ۱۹۹۸   |
| ۱۰۰۹۴۵ | 1998 OE8        | ۲۶ ژوئیه ۱۹۹۸   |
| ۱۰۰۹۴۶ | 1998 OD10       | ۲۶ ژوئیه ۱۹۹۸   |
| ۱۰۰۹۴۷ | 1998 OS12       | ۲۶ ژوئیه ۱۹۹۸   |
| ۱۰۰۹۴۸ | 1998 OF13       | ۲۶ ژوئیه ۱۹۹۸   |
| ۱۰۰۹۴۹ | 1998 OJ14       | ۲۶ ژوئیه ۱۹۹۸   |
| ۱۰۰۹۴۹ | 1998 PA         | ۱ اوت ۱۹۹۸      |
| ۱۰۰۹۵۱ | 1998 QC3        | ۱۷ اوت ۱۹۹۸     |
| ۱۰۰۹۵۲ | 1998 QR5        | ۱۹ اوت ۱۹۹۸     |
| ۱۰۰۹۵۳ | 1998 QB6        | ۲۴ اوت ۱۹۹۸     |
| ۱۰۰۹۵۴ | 1998 QR6        | ۲۴ اوت ۱۹۹۸     |
| ۱۰۰۹۵۵ | 1998 QJ9        | ۱۷ اوت ۱۹۹۸     |
| ۱۰۰۹۵۶ | 1998 QF10       | ۱۷ اوت ۱۹۹۸     |
| ۱۰۰۹۵۷ | 1998 QX11       | ۱۷ اوت ۱۹۹۸     |
| ۱۰۰۹۵۸ | 1998 QD12       | ۱۷ اوت ۱۹۹۸     |
| ۱۰۰۹۵۹ | 1998 QO12       | ۱۷ اوت ۱۹۹۸     |
| ۱۰۰۹۶۰ | 1998 QS12       | ۱۷ اوت ۱۹۹۸     |
| ۱۰۰۹۶۱ | 1998 QL13       | ۱۷ اوت ۱۹۹۸     |
| ۱۰۰۹۶۲ | 1998 QV13       | ۱۷ اوت ۱۹۹۸     |
| ۱۰۰۹۶۳ | 1998 QW14       | ۱۷ اوت ۱۹۹۸     |
| ۱۰۰۹۶۴ | 1998 QL16       | ۱۷ اوت ۱۹۹۸     |
| ۱۰۰۹۶۵ | 1998 QG17       | ۱۷ اوت ۱۹۹۸     |
| ۱۰۰۹۶۶ | 1998 QP18       | ۱۷ اوت ۱۹۹۸     |
| ۱۰۰۹۶۷ | 1998 QF20       | ۱۷ اوت ۱۹۹۸     |
| ۱۰۰۹۶۸ | 1998 QL20       | ۱۷ اوت ۱۹۹۸     |
| ۱۰۰۹۶۹ | 1998 QV21       | ۱۷ اوت ۱۹۹۸     |
| ۱۰۰۹۷۰ | 1998 QZ21       | ۱۷ اوت ۱۹۹۸     |
| ۱۰۰۹۷۱ | 1998 QE22       | ۱۷ اوت ۱۹۹۸     |
| ۱۰۰۹۷۲ | 1998 QP22       | ۱۷ اوت ۱۹۹۸     |
| ۱۰۰۹۷۳ | 1998 QZ23       | ۱۷ اوت ۱۹۹۸     |
| ۱۰۰۹۷۴ | 1998 QG24       | ۱۷ اوت ۱۹۹۸     |
| ۱۰۰۹۷۵ | 1998 QB25       | ۱۷ اوت ۱۹۹۸     |
| ۱۰۰۹۷۶ | 1998 QK25       | ۱۷ اوت ۱۹۹۸     |
| ۱۰۰۹۷۷ | 1998 QJ26       | ۲۵ اوت ۱۹۹۸     |
| ۱۰۰۹۷۸ | 1998 QB27       | ۲۴ اوت ۱۹۹۸     |
| ۱۰۰۹۷۹ | 1998 QH27       | ۲۴ اوت ۱۹۹۸     |
| ۱۰۰۹۸۰ | 1998 QJ27       | ۲۴ اوت ۱۹۹۸     |
| ۱۰۰۹۸۱ | 1998 QK27       | ۲۰ اوت ۱۹۹۸     |
| ۱۰۰۹۸۲ | 1998 QU28       | ۲۲ اوت ۱۹۹۸     |
| ۱۰۰۹۸۳ | 1998 QQ29       | ۲۳ اوت ۱۹۹۸     |
| ۱۰۰۹۸۴ | 1998 QQ30       | ۱۷ اوت ۱۹۹۸     |
| ۱۰۰۹۸۵ | 1998 QW30       | ۱۷ اوت ۱۹۹۸     |
| ۱۰۰۹۸۶ | 1998 QB33       | ۱۷ اوت ۱۹۹۸     |
| ۱۰۰۹۸۷ | 1998 QR33       | ۱۷ اوت ۱۹۹۸     |
| ۱۰۰۹۸۸ | 1998 QU33       | ۱۷ اوت ۱۹۹۸     |
| ۱۰۰۹۸۹ | 1998 QA34       | ۱۷ اوت ۱۹۹۸     |
| ۱۰۰۹۹۰ | 1998 QF36       | ۱۷ اوت ۱۹۹۸     |
| ۱۰۰۹۹۱ | 1998 QG36       | ۱۷ اوت ۱۹۹۸     |
| ۱۰۰۹۹۲ | 1998 QD37       | ۱۷ اوت ۱۹۹۸     |
| ۱۰۰۹۹۳ | 1998 QG39       | ۱۷ اوت ۱۹۹۸     |
| ۱۰۰۹۹۴ | 1998 QH39       | ۱۷ اوت ۱۹۹۸     |
| ۱۰۰۹۹۵ | 1998 QA40       | ۱۷ اوت ۱۹۹۸     |
| ۱۰۰۹۹۶ | 1998 QB41       | ۱۷ اوت ۱۹۹۸     |
| ۱۰۰۹۹۷ | 1998 QF41       | ۱۷ اوت ۱۹۹۸     |
| ۱۰۰۹۹۸ | 1998 QH41       | ۱۷ اوت ۱۹۹۸     |
| ۱۰۰۹۹۹ | 1998 QC43       | ۱۷ اوت ۱۹۹۸     |
| ۱۰۱۰۰۰ | 1998 QT43       | ۱۷ اوت ۱۹۹۸     |